# Aéroport de Lorient-Bretagne-Sud
L’aéroport de Lorient Bretagne Sud (code IATA : LRT • code OACI : LFRH), auparavant dénommé aéroport de Lorient Lann-Bihoué, propriété de l'Etat, est un aéroport à usage mixte, militaire et civil, situé sur la commune de Plœmeur à 9 km à l'ouest de Lorient dans le département du Morbihan.
L'aéroport civil est entièrement géré par la société de gestion d'équipements Edeis Concessions.

## Présentation
Le terrain d'aviation de Lann-Bihoué est composé d'un aéroport civil, ouvert au trafic national et international commercial, et militaire avec la base d'aéronautique navale de Lann-Bihoué (créée en 1938), une des plus grandes bases aériennes militaires de France.

### Activité commerciale
Depuis la crise de la Covid-19, l'aéroport de Lorient n'est relié qu'à l'Aéroport de Toulouse-Blagnac par la compagnie APG Airlines.
Elle a vu la ligne d'Air France vers Paris-Charles de Gaulle s'arrêter le 26 mars 2021 alors que la liaison vers l'aéroport de Lyon St Exupéry avec Air France également, s'était arrêtée lors du 1er confinement national lors de la pandémie de Covid-19 de mars 2020 sans jamais reprendre.
La ligne vers Toulouse est proposée depuis le 3 avril 2018 avec la plus petite compagnie française, APG Airlines,.

### Activité non-commerciale
L'aéroport accueille un trafic d'aviation générale et d'affaires, en forte progression d'année en année (plus de 5 000 passagers par an). Ce trafic est composé des vols liés au BTP, à la filière pêche ou agroalimentaire, à la filière nautique, aux évènements touristiques, culturels ou sportifs (Football L1/L2 notamment avec les clubs locaux comme le FC Lorient et US Concarneau ou le Rugby avec l'équipe du RC Vannes en Top 14, festival Interceltique de Lorient, Grand Prix cycliste de Plouay, festival des Vieilles charrues, le Tour de France, courses à la voile, salons professionnels...).
L'arrivée fin 2022 d'une nouvelle société d'avion Lorientaise nommée Lorizon Aircraft va proposer au grand public la possibilité de monter à bord de ses Embraer 135 de 37 places affrétés par des entreprises pour rendre ces vols plus rentables économiquement.
La compagnie souhaitait dans un premier temps proposer des vols vers Inverness affrétés par le groupe Les Mousquetaires/Intermarché lors du rapatriement des marins de l'armement Scapêche, puis vers Paris, Lyon, Toulon et la Pologne en 2024,. Ceci est compromis par le redressement judiciaire le 24 avril 2024 de la compagnie sœur Millésime Aviation qui commercialisait ses vols avec les avions de Lorizon Aircraft (qui attendent dorénavant une réaffectation auprès d'une autre compagnie) et dû à des raisons réglementaires notamment de douanes pour le lancement de la commercialisation des vols grand public pour Inverness.
Le 1er ERJ-135 de Lorizon a toutefois effectué 127 vols au départ ou à l'arrivée de Lorient en 2023, dont 78% pour des entreprises et 22% pour des déplacements sportifs.

### Trafic
L’aéroport de Lorient a été l’aéroport français ayant connu la plus forte baisse de trafic sur la période 2004-2014 avec une baisse du nombre de passagers de 38 % malgré de nombreux vols charters mis en place.
La Bretagne est la région qui concentre le plus d'aéroports ou aérodromes, un vrai marché concurrentiel.
L'année 2014 à elle seule, avait représenté - 25,8 % de trafic passagers (37e aéroport de France).
Pour la période 2004-2014, ceci s'expliquait entre autres par la suppression des vols vers Paris-CDG (assurés par Air France entre 1998 et 2003), et donc d'un grand nombre de possibilités de correspondances, la suppression des vols d'Air France vers Lyon (57 000 passagers en 2011), la ligne étant reprise par la compagnie Eastern Airways qui ne permettait plus de vols en correspondance via Lyon ainsi que par la suppression de plusieurs vols saisonniers vers Londres-Luton, Cardiff, Galway, Waterford, Cork et Kerry assurés par Aer Arann depuis 2004, compagnie en grande difficulté financière.
En 2014, des travaux d'amélioration de la qualité et de la sécurité de la plate-forme ont été réalisés pour une durée de six mois mais avec une seule période de fermeture de l'infrastructure au mois d'août. Côté militaire, c'est la piste et le balisage à ampoules led, qui ont été rénovés. Côté civil, la voie de circulation et la zone de stationnement des avions ont été rénovés pouvant accueillir 4 vols commerciaux simultanés et des avions de plus de 100 passagers.
La fréquentation de 2015 repart à la hausse avec une augmentation de 18,4 % du trafic passagers (3 647 % sur le trafic international passant de 600 passagers en 2014 à 21 880 en 2015). L'aéroport est le 3e aéroport français en termes de progression passagers,. Ceci s'explique notamment par l’arrivée de la compagnie Ryanair avec une première ligne saisonnière vers Porto, au Portugal, deux fois par semaine en Boeing 737-800. L'aéroport a ainsi vu son trafic augmenter de 20 000 passagers.
La fréquentation de 2016 est en baisse de 12 % à la suite de la disparition de la ligne vers Lyon et de nombreuses annulations de vol vers Paris mais freiné par l'augmentation de plus de 18 % de la liaison vers Porto qui dépasse ses objectifs chaque année (23 439 passagers). La ligne sur Orly se porte plutôt bien (baisse de 2,5 % à cause des grèves, de la météo et des travaux sur Orly alors que la moyenne des aéroports de l'Ouest est de  - 6,5 %, le taux de remplissage est de 66,9 % à + 2,6 % alors que la moyenne nationale est à + 1 %).
La fréquentation de 2017 connaît une légère hausse de 1,46 % grâce à la bonne santé de la liaison vers Porto (+ 7 %) et la création de la ligne vers Londres (+ 13 000 passagers en 4 mois). La ligne vers Paris connaît elle, de fortes turbulences avec un trafic en baisse de 12 % et ceci en raison de plus de 150 annulations et la suppression de la rotation du début d'après-midi.
La fréquentation de 2018 était en baisse de 4,4 % en raison de l'arrêt de la ligne Ryanair vers Londres. Ryanair représentait 36 022 passagers uniquement avec la ligne vers Porto, la ligne vers Toulouse enregistrait 493 passagers et la ligne vers Paris (Orly et CDG depuis le 28 octobre) 76 008 passagers, s'ajoute à ceci 5 261 passagers non régulier. Le bilan des 6 premiers mois d'exploitation des nouvelles lignes vers CDG et Lyon (28 octobre 2018-30 avril 2019) est prometteur puisque CDG enregistre 47 193 passagers (81 % de taux de remplissage) et Lyon, 19 319 passagers (69 % de remplissage).
À la suite des différentes fermetures de lignes et à la crise du COVID-19, la fréquentation tombe à moins de 26 000 passagers en 2020, moins de 9 000 en 2021 et moins de 7 000 depuis 2022.

### Avenir
Avant la crise de la Covid-19, le gestionnaire de la plateforme espère la création de lignes vers le Sud de la France (Marseille, Nice et Toulon notamment) voire Francfort ou la Belgique. Elle souhaite également une ligne vers l'Angleterre ou Irlande et envisage des lignes vers Brest et Cherbourg (demande faite de Naval Group et de la Marine Nationale). Une ligne vers Cherbourg était annoncé pour 2023.
Air Ouest (Vendée Aviation) étudiait la reprise de la ligne vers Belle-Île en mer pour la saison 2018. Finalement, elle a été à l'étude pour la saison 2019 en correspondance du vol Air France de Roissy mais par la compagnie Finist'Air, puis en 2020 avec la compagnie Brittany Aviation, en hélicoptère gros-porteur de type AgustaWestland AW139, à raison de 3 rotations quotidiennes. Une pétition qui a recueilli plus de 3 000 signatures des habitants de l'ile demandant l'abandon du projet a eu pourtant raison de celle-ci,. Cette ligne historique vers Belle-Île-en-Mer avait existé entre 1980 et 2001.
En 2021 l'aéroport n'accueille quasiment plus de passagers commerciaux, une seule liaison quotidienne vers Toulouse est assurée par un avion de 8 places. La gestion de l'infrastructure est confiée à compter du 1er janvier 2022 à un groupement alliant la chambre de commerce du Morbihan et Edeis avec pour objectif une fréquentation de 114 000 passagers d'ici 2026.

### L'Aéroport et les ports de Lorient
L'activité de l'aéroport de Lorient est étroitement liée à la pêche. Lorient est la ville aux 5 ports et le premier port de pêche de France.
Plusieurs compagnies ont été créées :
En 1974, est créé Air Lorient qui en plus de son activité de vol à la demande, assurait le rapatriement des équipages en campagne de pêche dans le Nord de la Grande-Bretagne. Elle disparaît en 1986.
En 1992, la compagnie aérienne Diwan (détenue à 49 % par Air Provence International) est créée. Elle assurait du vol à la demande au départ de Lorient, mais surtout le transport des marins vers les bases avancées en Écosse (Inverness notamment) et Pays de Galles (Swansea). Elle disparaît en 1997.
Jusqu'en 2001, c'était Air Bretagne basée à Pontivy, société de Jean-Marc Le Rouzic qu'il a créé en mai 1996, qui effectuait le rapatriement des marins d’Écosse (Inverness) pour le compte du groupe Intermarché. Elle fut mise en liquidation judiciaire en octobre 2001.
En 2005, est créé Air ITM (Groupement Les Mousquetaires-Intermarché) qui exploitait sur l'aéroport de Lorient, un jet biréacteur pour des vols à la demande mais aussi les rapatriements sur Lorient des marins débarquant des bateaux du groupe basés en Écosse et en Irlande. Cette compagnie a cessé ses activités en 2021. La mission rapatriement des marins du groupement Les Mousquetaires (Agromousquetaires et plus particulièrement pour la Société Centrale des Armements Mousquetaires à la Pêche Scapêche) était alors assurée par la compagnie aérienne privée VallJet.
En juillet 2022, un investisseur breton, Maxime Ray, ancien président du Vannes Olympique Club et le Bordelais Philippe Canaba, ancien président-directeur général de la compagnie aérienne Sparfell France, devenue Millésime Aviation (MIM) en 2023, créent la société d'aviation Lorientaise Lorizon Aircraft et se dotent de deux Embraer ERJ 135 de 37 places. La mission rapatriement des marins est dorénavant assurée par cette compagnie en proposant bientôt aux grand public de prendre place à bord de cet avion affrété par le groupement Les Mousquetaires. Néanmoins le 24 avril 2024 le Tribunal de Commerce de Bordeaux place en redressement judiciaire Millésime Aviation. La Scapêche effectue donc sa mission de rapatriement des marins entre Inverness-Cork et Lorient par d'autres compagnies aériennes,.
En 1990, la compagnie aérienne Air Jet, filiale de la société de messagerie Jet Services voulait créer une liaison Lorient-Lyon-Genève pour transporter quotidiennement la marée fraiche haut de gamme du port de Lorient. En août 1993, un charter de langoustine a acheminé 2 tonnes de langoustes en provenance d'Irlande.
L'aéroport est depuis le 20 août 1990 agréé poste d'inspection frontalier pour les contrôles vétérinaires en provenance des pays tiers.
La liaison matinale vers Paris-Orly a toujours été primordiale pour les acteurs de la pêche bretonne puisque cet aéroport se trouve à quelques encablures du MIN de Rungis et son pavillon de la pêche. En 1998, quand Air France avait basculé toutes ses liaisons au départ de Lorient vers Roissy-CDG, le retour d'au moins un vol vers Orly avait été très rapidement rajouté au programme.

## Situation
| \| 20 km1:801 000 \| Dinan Lannion Saint-Brieuc Ouessant Brest Morlaix Quimper Belle-Île Guiscriff - Scaër Ploërmel Pontivy Quiberon Lorient Vannes Redon Rennes Saint-Malo-Dinard BAN Lanvéoc-Poulmic BAN Landivisiau |
| 20 km1:801 000 |

## Infrastructures
L'aéroport est ouvert uniquement lors des vols commerciaux, d’affaires ou privés entre 08h00 et 18h00. L'aérogare de 3 600 m2 est répartie sur deux niveaux, sa capacité de traitement annuel est de 500 000 passagers.
L'aérogare est composée de deux hall sur le 1er niveau.

### Le Hall des départs
Ce hall est composé des banques d'enregistrement et des comptoirs dont un dédié à APG Airlines, ainsi qu'un salon d'affaires appelé "salon Bretagne".
Des toilettes publiques sont proposées et à l'extérieur, une boite aux lettres.
La partie en sous-sol est réservée à l'embarquement des passagers (salles d'embarquement et 2 postes d'inspection filtrage des passagers « PIF ») et au traitement des bagages.
Dans la zone « Embarquement », on trouve également un salon d'affaires et de repos équipages appelé "salon Toulouse".

### Le Hall des arrivées
Ce hall est composé d'un grand tapis de livraison bagages, d'un espace affaires appelé "salon d'Orient" avec vue sur le tarmac et taxiway.
L'espace restauration, bar et presse autrefois "Café des Merlus" est toujours fermé depuis la crise du Covid-19 et le départ des vols commerciaux.
Des toilettes publiques sont proposées avec tables à langer. Un espace jeux pour enfants se trouve à ce niveaux tout comme un distributeur de billets.
Les bureaux administratifs et une salle de location aux entreprises se trouvent également à ce niveau.
L'aérogare et les salles d'embarquement proposent la Wifi gratuite.
De plus, des agences de location de voitures sont disponibles à l'intérieur de l'aérogare mais plus sur le parking réservé aux loueurs, celui-ci étant régulièrement appréhendé par la communauté des gens du voyages,,,.
Le parking passagers offre 437 places de stationnement dont des places réservées au PMR proches de l'aérogare.
Le tarmac permet d'accueillir 4 avions de plus de 100 passagers type A 320 ou B 737 sur 11 600 m2. Il est de résistance 41/R/B/W/T soit le seul tarmac de la base pouvant accueillir les plus gros avions (civils ou militaires comme l'Airbus 400M).
La sécurité de l'aérogare et des parcs de stationnement est assurée par la Police Nationale (Commissariat Central de Lorient ou bureau de Police de Ploemeur). Le contrôle transfrontalier est assuré par les douanes Françaises.
L'armée assure le contrôle local aérien (tour de contrôle), la sécurité (surveillance et incendie) côté taxiway et pistes (SSLIA : Services de sauvetage et de lutte contre l'incendie des aéronefs de niveau de 6 à 7 selon la demande) mais aussi la lutte aviaire (1 véhicule équipé lutte aviaire - Moyens pyrotechniques - Canons - Fauconnier).

## Pistes
L'Aérodrome est de catégorie C (services à courte et moyenne distance voire grande distance avec étapes courtes).
Le contrôle aérien est assuré par la Marine Nationale, le principal affectataire de la base et des pistes. Toutefois, le concessionnaire de l'aéroport veut embaucher des agents AFIS (Aérodrome Flight Information Service) pour pouvoir permettre l'ouverture de l'aéroport 24h/24h.
La plateforme dispose de 2 pistes bitumées, la première orientée 07/25 de 2 403 m avec un système d'atterrissage aux instruments ILS de catégorie II et la seconde orientée 02/20 de 1 670 mètres avec un ILS de catégorie I. La troisième, non utilisée est une piste en herbe orientée 07/25 de 960 mètres.

## Compagnies aériennes et destinations
| Compagnies   | Destinations     |
| ------------ | ---------------- |
| APG Airlines | Toulouse-Blagnac |

## Statistiques
Évolution du trafic passagers
| 2003    | 2004    | 2005    | 2006    | 2007    | 2008    | 2009    | 2010    | 2011    | 2012    | 2013    | 2014    | 2015    | 2016    | 2017    | 2018    | 2019    | 2020   | 2021  | 2022  | 2023  | 2024  |
| ------- | ------- | ------- | ------- | ------- | ------- | ------- | ------- | ------- | ------- | ------- | ------- | ------- | ------- | ------- | ------- | ------- | ------ | ----- | ----- | ----- | ----- |
| 207 537 | 198 464 | 214 410 | 225 174 | 214 622 | 217 631 | 187 748 | 176 727 | 181 961 | 176 331 | 166 034 | 123 274 | 146 002 | 127 923 | 129 768 | 124 032 | 102 615 | 25 604 | 8 449 | 6 244 | 6 421 | 6 218 |

## Points divers

### Une piste particulière
Le terrain où se trouve l'aéroport de Lorient étant géré par les militaires et la piste ne peut être utilisée sur toute sa longueur en raison de la présence d'un brin d'arrêt au début et à la fin de la piste 07/25 qui servent surtout aux entraînements des avions de la Base aéronavale Lann-Bihoué, une des plus grandes bases aériennes militaires de France et la plus grande base aéronavale d'Europe, notamment les avions servant sur le porte-avions Français Charles de Gaulle (Super Etendard, Rafale ou Hawkeye).

### Dates importantes
- 2 décembre 1946 : Ouverture de l'aérodrome à la circulation commerciale[63].
- 1958/1959 : A l'initiative de Monsieur Mazet, directeur des Kaolins du Morbihan, ancien aviateur et membre de la commission spéciale de l'aéronautique au sein de la chambre de commerce du Morbihan annonçait le projet de ligne avec Paris par la compagnie Air Ouest. La ligne ne verra pas le jour en raison de la fin de l'exploitation des lignes intérieures de cette compagnie basée sur l'aéroport de Nantes et propriété de la Chambre de Commerce de Nantes[64].
- 13 février 1961 : Premier vol commercial entre l'Aéroport de Lorient Lann-Bihoué et Paris. Cette liaison était effectuée par un Douglas DC-3 de 32 places de la compagnie aérienne T.A.I. (Transports Aériens Intercontinentaux) affrété pour Air Inter[63],[64].
- En 1962 : Air Inter exploitait la liaison Paris-Lorient-Brest en Douglas DC-3[65].
- En 1963 : Air Inter exploitait des appareils à hélices Vickers-Viking sur Orly[66].
- En 1964, c'était des turbopropulseurs Vickers-Viscount[67]. La ligne Paris-Nantes-Lorient apparait en plus de celle de Paris-Lorient-Brest[67],[68]. 4 147 passagers étaient transportés entre Paris et Lorient[68].
- 1966 : Projet d'utilisation de l'aérodrome de Lann-Bihoué par le Centre d'exploitation postale[69] (Aviation Postale Intérieure ou Postale de Nuit, secteur de la compagnie Air France)[70].
- Avril 1967 : Mise en place sur la ligne avec Orly du Nord 262[71],[72].
- 22 avril 1967: Inauguration de la 1re aérogare sur 834 m2[73],[74].
- 1969 : Rousseau Aviation exploite la ligne Lorient-Jersey[75] et Lorient-Paris pour le compte d'Air Inter[76].
- 1970 : Rousseau Aviation exploite une ligne entre Brest et Lorient[77].
- Février 1970 : Un Nord 262 de Rousseau Aviation effectuant pour Air Inter la ligne Paris-Lorient atterrit en plein champ à Tournan-en-Brie à la suite de la panne des deux moteurs (aucun blessé parmi les 13 passagers)[78],
- 15 juin 1970 : Mise en service sur la liaison avec Paris d'un Hawker-Siddeley 748 de 52 places[79].
- 4 mars 1971 : Air Inter reprend à sa charge la liaison vers Paris[80].
- Avril 1971 : Mise en place sur la liaison avec Paris du Fokker 27[71].
- 15 juin 1972 : Ligne saisonnière par Rousseau Aviation en DC-3 vers l'Ile de Jersey[81].
- Mars 1973 : Gestion de l'aéroport par la Chambre de commerce et d'industrie du Morbihan (C.C.I. 56).
- 12 décembre 1974 : Création de la compagnie Air Lorient qui assurera des vols à la demande pour le transport de passagers au départ de l'aéroport et le ravitaillement des chalutiers en campagne de pêche[40]. L'avion utilisé sera un Beechcraft-SFERMA Marquis (Modèle 60A) n°F-BLLR. Le siège de la SARL Air Lorient est établi sur le port de pêche de Keroman.
- 31 décembre 1977: Lorient enregistrait 64 515 passagers annuel (Rennes: 54 522 et Brest 116 003)[82].
- 1980 : La société Belle Ile Air Service (créée par Jean-Claude Lalouse en 1979) assurait la ligne de et vers Belle-Ile-en-Mer avec un arrêt possible à Quiberon[83].
- 1981 : Air Inter affrétait partiellement la gestion de sa ligne vers Paris à la compagnie aérienne E.A.S (Europe Aero Service) basée à Perpignan, jusqu'à 1983[84],[85],[86].
- Été 1981 : Mise en place par Air Inter sur la ligne avec Paris de la Caravelle 12[71].
- 11 octobre 1982 : Construction d'une nouvelle aérogare de 1 570 m2 sur 2 étages pouvant accueillir annuellement 100 000 passagers nommée Aérogare de Lorient[73].
- 1er avril 1984 : 1er vol régulier Lorient-Belle-Ile-En-Mer assuré par la compagnie INSUL'AIR filiale de la compagnie Brestoise FINIST'AIR qui a fusionné avec la compagnie Belle Ile Air Service. Les vols sont assurés du 1er avril au 31 octobre en Cessna de 5 places[87].
- 23 juillet 1986 : Retrait de l'autorisation de vol de la compagnie Air Lorient[40].
- Été 1989 : Liaison saisonnière Lorient-Genève en Saab 340 de la compagnie Crossair[88].
- 4 mars 1989 : Atterrissage du 1er Airbus A320 d'Air inter venu chercher le bagad de Lann-Bihoué pour célébrer les 20 ans du concorde à Toulouse. La piste de Lorient ne pouvant accueillir ce genre d'appareil, les autorités de la base militaire avaient exceptionnellement accordé une dérogation mais sur une capacité réduite à 50 passagers[89].
- 15 juillet 1989: La compagnie Héli-Bretagne assure plusieurs fois par jour depuis l'aéroport des rotations sur Belle-Ile en mer, Quiberon, Groix ou Hoëdic[90].
- 7 septembre 1989 : Inauguration de la nouvelle piste Est-Ouest qui passe de 2 228 mètres à 2 403 mètres soit 25 000 m2 de béton armé contenu (unique en Europe pour l'aéronautique) devenu nécessaire pour accueillir les Airbus d'Air inter et les nouveaux Breguet Atlantique nouvelle génération II de la Marine Nationale[91].
- 18 novembre 1989 : Remplacement sur les rotations de Paris le week-end de la Caravelle Super 12 d'Air inter de 131 places par un Mercure 100 (Dassault) de 152 places[92].
- 26 mars 1990 : Premier vol régulier de l'Airbus A320 d'Air Inter (172 places) sur la ligne Paris-Lorient. Le Mercure et la caravelle Super 12 seront progressivement remplacés.
- Mai 1990 : Création d'une nouvelle compagnie qui prendra le nom d'Air Lorient et qui volera sur Londres et Jersey en Metro Merlin II de 18 places (sous pavillon d'Air Vendée pour raison administrative)[93].
- Août 1990 : Roger Caille, PDG de la compagnie Jet-Services/Air Jet veut proposer une ligne Lorient-Lyon-Genève pour transporter en Fokker 27, passagers et fret (marée fraiche haut de gamme)[48].
- 13 février 1991 : La liaison aérienne Lorient-Paris fête ses 30 ans. Quelque 800 passagers ont transité ce jour-là sur la plateforme aéroportuaire de Lorient-Ploemeur alors que 30 ans auparavant seulement 32 passagers avaient pris place dans le DC-3 qui assurait la liaison vers la capitale. À cette date, c'était en Airbus A 320 de 172 places que les passagers se rendaient à Paris.
- 21 juin 1991 : Inauguration de la nouvelle aérogare de Lorient-Ploemeur sur 3 600 m2. La surface d'accueil des avions passe de 6 500 m2 à 10 000 m2[73].
- Janvier 1992 : La compagnie INSUL'AIR remplace son Fokker de 5 places sur la ligne vers Belle-Ile par un Cessna 208B Grand Caravan de 9 places (Immatriculé F-GJFI)[94].
- 20 août 1992 : L'Aéroport de Lorient est le 11e aéroport Français à devenir poste d'inspection frontalier pour le contrôle vétérinaires en provenance de pays tiers (Journal Officiel des communautés européennes) lui permettant de miser sur le marché du fret, notamment sur le fret en produits maritimes provenant du port de commerce de Kergroise et du port de pêche de Kéroman, premier port de pêche français en valeur, deuxième en volume[95].
- Septembre 1992 : La compagnie aérienne Diwan (détenue à 49 % par Air Provence International) s'implante sur l'aéroport. Elle ouvre aux passagers d'affaires et touristiques, 5 fois par semaine, la possibilité d'emprunter la ligne Lorient-Inverness (Écosse) ou Swansea (Pays de Galles) en Gulfstream G159 de 24 places qu'utilisent les marins pêchant au large des Iles britanniques[96].
- 24 février 1993 : Le Conseil supérieur de l'aviation marchande donne son feu vert pour une ligne Lorient-Lyon, tant attendue par la Chambre de commerce du Morbihan[97]
- Décembre 1993 : La compagnie DEAL[98] (Diagonal European Airways Link) est créée[99](code OACI : DGL, indicatif d'appel : DIAGO JET)[100]. Elle est détenue à 25 % par la compagnie grecque Ikaros Airlines. Son implantation est annoncée sur l'aéroport de Lorient. Elle prévoyait l'ouverture de la ligne Lorient-Lyon en partenariat avec Air Inter fin mars 1994 en BAE 56 de 86 sièges.
- 24 avril 1994 : Ouverture de la ligne saisonnière Lorient-Calvi-Ajaccio en Caravelle Super 12 de 131 places d'Air Provence International par le voyagiste brestois SODETOUR[101].
- Été 1994 : Liaison saisonnière Lorient-Zürich (Suisse) en Saab 340 de la compagnie Crossair[102].
- 29 avril 1995 : Ouverture de la ligne saisonnière Lorient-Lille assurée par la compagnie Flandre Air en Beech 1900 de 19 passagers, 3 560 francs l'aller-retour en plein tarif[103] et Mulhouse via Strasbourg avec Flandre Air également[103].
- 31 décembre 1995 : 201 000 passagers ont transité sur l'aéroport de Lorient (- 9 %), 4e Aéroport du Grand Ouest après Nantes, Brest et Rennes. La ligne Lorient-Paris est la 3e ligne la plus fréquentée dans le Grand Ouest après Brest-Paris et Nantes-Paris. La baisse de 1995 est due aux grèves de décembre dont 90 vols avaient été annulés. Air Liberté annonce son intention d'ouvrir toute une série de lignes intérieures sur Brest, Nantes et Lorient[104] dont une ligne Lorient-Paris[104].
- 12 novembre 1996 : Ouverture de la ligne quotidienne régulière Lorient-Lyon par la compagnie Proteus Airlines[105] à bord d'un Beech 1900D de 19 places avec une hôtesse à bord, petits déjeuners ou apéritifs collations, sièges en cuir proposant le même confort que ceux des Boeing 737. Le prix proposé en plein tarif était de 3 100 FRF (722,86 EUR2023) l'aller-retour, 980 FRF (228,52 EUR2023) le week-end avec au moins 1 nuit et le dimanche sur place[106].
- Février 1998 : Proteus airlines (basée à Dijon) assure des liaisons vers Chambéry pendant les vacances aux sports d'Hiver en utilisant un Dornier 328 de 31 places. Ce turbopropulseur relie les deux villes en 1 h 15 de vol[107].
- 29 mars 1998 : Les liaisons Lorient-Paris d'Air France se font uniquement à partir de l'aéroport de Roissy Charles de Gaulle et non plus Orly (NB: la saison suivante, des liaisons vers Orly seront rajoutées à celles vers CDG). La liaison passe de 44 vols par semaine à 52 et permet aux passagers de profiter du Hub de Roissy[108]. Elle cessera en 2003[13].
- 31 octobre 1999 : Fin de la ligne Lorient-Belle-Ile-en-Mer par la compagnie Insul'air, filiale de Finist'Air qui avait débuté en 1984[109].
- 26 mai 2004 : La Communauté Européenne confirme que l'aéroport de Lorient est toujours un point de passage frontalier (PPF) lui permettant des lignes aériennes hors France[110].
- Été 2001 : Reprise des rotations de week-end seulement en juillet et aout pour Belle-Ile-En-Mer par la compagnie INSUL'AIR[111].
- 23 juin 2004 : la compagnie irlandaise Aer Arann dessert la plateforme de Lorient en proposant des vols vers Galway et Waterford[112].
- Janvier 2005 : Création de la compagnie aérienne AIR ITM (Groupe Les Mousquetaires-Intermarché) qui exploite au départ de l'aéroport, un Jet biréacteur 8/9 places RAYTHEON Hawker 400XP pour des vols à la demande sur la France ou l'Europe mais aussi le transport des marins de la Scapêche plusieurs fois par semaine sur l'Écosse et l'Irlande où sont basés les bateaux de pêche du groupe[13]. Elle a implanté sa base opérationnelle sur l'aéroport de Lorient.
- Février 2006 : Implantation sur l'aéroport de la compagnie d'hélicoptère Hélifilms - Jet Systems Hélicopter Company qui propose des vols en Écureuil AS-350 BA no 1562 immatriculé F-GCQZ, vers l'Ile de Groix ou Belle-Ile-en-Mer ou baptêmes en hélicoptère[113]. Une hôtesse est présente au comptoir dédié dans l'aérogare[114].
- 15 mai 2006 : La compagnie Aer Arann propose des vols saisonniers vers Cork (Irlande) et Londres-Luton[115]. Elle dessert également Waterford, Galway, kerry[116].
- 2 février 2009 : Brit Air qui exploite en Fokker 100 de 100 places la ligne vers Orly change d'appareil et passe au CRJ-700 de 72 sièges[117].
- Mai 2009 : Jusqu'en aout, Aer Arann dessert en ATR 72 de 66 places, Cork, Galway et Waterford[118].
- 1er mai 2011 : Look Voyages propose des vols charters vers la Grèce (Heraklion et Rhodes) et la Tunisie (Djerba) jusqu'au 15 octobre[119]. Les vols vers Alexandrie et Agadir seront annulés en raison du contexte international[14].
- 4 juin 2011 : Reprise par Aer Arann des vols saisonniers vers Galway et Waterford[120].
- 19 avril 2013 : Air Nostrum, filiale d'Iberia, assure des vols saisonniers vers les Baléares (Palma de Majorque)[121],[122] et Tunisair Express vers la Tunisie[123], les deux en CRJ-900 de 88 places[124] jusqu'au 25 octobre (en partenariat avec l'aéroport d'Angers et l’opérateur Voyamar-Aérosun)[125].
- 5 janvier 2014 : Eastern Airways prend le relais d'Hop! sur la ligne desservant Lyon[126] (avec 26 vols par semaine) et fait de Lorient, sa seule base française en y transférant 2 appareils de 29 places et 12 personnels[127]. Elle devait ouvrir à l'été une ligne saisonnière vers Southampton[128].
- 1er septembre 2014 : Livraison du nouveau taxiway pouvant accueillir simultanément 4 aéronefs de plus de 100 places type Airbus 320 ou Boeing 737[16].
- 4 avril 2015 : La compagnie aérienne Irlandaise Ryanair s'implante avec la ligne saisonnière Lorient-Porto jusqu'à fin octobre[129].
- 14 juillet 2015 : La Communauté Européenne confirme que l'aéroport de Lorient est toujours un point de passage frontalier (PPF). Ce PPF permet d'obtenir et conserver les lignes internationales[130].
- 15 juillet 2015 : Mise en service sur la ligne Lorient-Paris d'un ATR 72-600 neuf de la compagnie Hop![131]. Cet appareil était attendu à la suite des nombreuses annulations de vols pour problèmes techniques[132].
- 19 mars 2016 : Reprise des vols saisonniers par Ryanair vers Porto au Portugal jusqu'à fin octobre[133].
- 18 avril 2016 : La compagnie FlyKiss devait faire décoller son Embraer 145 de 48 places vers Lyon[134] après la signature du contrat d'obligation de service public pour 4 ans mais a été abandonnée quelques jours avant son décollage pour raison administrative.
- Septembre 2016 : Ouverture d'une agence de voyages Corpotravel au sein de l'aérogare[135].
- 29 octobre 2016 : L'union européenne confirme que l'aéroport de Lorient reste un point de passage frontalier (PPF) à l'année alors qu'elle supprime ce PPF pour 13 aérodromes français[136].
- 28 mars 2017 : Reprise des vols saisonniers Ryanair vers Porto jusqu'à fin octobre[137].
- 1er juillet 2017 : premier vol Ryanair vers Londres jusqu'à fin octobre[138]. Lors de l'inauguration de cette nouvelle ligne, Ryanair annonce que la ligne vers Porto devient annuelle[30].
- 23 février 2018 : Plus de 200 chefs d'entreprises et de nombreux élus se rassemblent sur le tarmac de l'aéroport pour demander l'ouverture d'une ligne vers un hub international comme CDG, Amsterdam ou Francfort[139].
- 3 mars 2018 : La CCI annonce que Ryanair ne reconduit pas sa ligne vers Londres pour la saison 2018 malgré les 13 095 passagers en 4 mois[140].
- 3 avril 2018 : APG Airlines lance une ligne affaires vers Toulouse en Beechcraft 350i, cinq vols par semaine[3].
- 28 octobre 2018 : Réouverture des liaisons vers Paris-CDG et Lyon St-Exupéry par Hop! AF opérées par un ERJ145 d'Aéro4M (Regourd Aviation)[141],[142].
- 26 janvier 2019 : Arrêt de la ligne vers Porto et départ définitif de Ryanair après 4 ans de présence[143].
- 10 janvier 2020 : Visite du Ministre des transports, le Secrétaire d'État Jean-Baptiste Djebbari et réunion autour de l'avenir de l'aéroport de Lorient[144]
- 22 mars 2020 : Fin précipitée des vols d'Amelia International (ex-Aéro4M) en raison de la crise du Coronavirus (Covid19). Le dernier vol fut le CDG-LRT (AF7750) en ERJ145 n° S5-ACJ. Fin des vols Lorient-Lyon St Exupéry.
- 23 mars 2020 : Fermeture totale de l'aéroport civil aux vols commerciaux en raison de la crise du Coronavirus[145].
- 3 juin 2020 : Reprise partielle des vols réguliers commerciaux d'après crise sanitaire. La première ligne a rouvrir était celle de Toulouse par APG Airlines, après 72 jours de fermeture de l'aéroport[146] sauf pour les vols sanitaires, les transports d’organes entre centres hospitaliers ou le transport des marins-pêcheurs qui travaillaient en base avancée en Écosse et aux Canaries[147].
- 2 juillet 2020 : Plus de cent personnes sur le tarmac de l’aéroport de Lorient pour demander la reprise des vols pour Lyon et Roissy par Air France après la crise du Covid19[148],[149].
- 17 juillet 2020 : La compagnie Brittany Aviation devait ouvrir une ligne en hélicoptère gros-porteur de type AgustaWestland AW139, vers Belle-ile-en-Mer à raison de 3 rotations quotidiennes mais une pétition demandant l'abandon du projet a eu raison de celui-ci, pétition qui a recueilli plus de 3 000 signatures des habitants de l'ile[35],[36].
- 31 août 2020 : Reprise des vols Air France vers Paris-CDG mais sans ceux vers Lyon abandonnés par la compagnie. Cette dernière annonce également quitter Lorient dès le programme été 2021[150].
- 26 mars 2021 : Fin de la ligne Lorient-Paris après plus de 60 ans de service sous monopole du groupe Air France qui quitte définitivement Lorient avec un Embraer 170 n° F-HBXO à 15 h 10[151].
- 1er janvier 2022: Nouvelle concession pour 5 ans pilotée par le groupe Edeis (60 %), la CCIM (35 %) et le CIPAGO, une société de conseil en ingénierie aéroportuaire bretonne (5 %)[152].
- 10 décembre 2022: Arrivée du premier avion de la nouvelle compagnie lorientaise Lorizon Aircraft, un Embraer ERJ-135 de 37 places immatriculé F-HSTE[153]. Son premier vol commercial au départ de Lorient sera le 20 janvier 2023 pour le transport des joueurs du FC Lorient pour Bastia lors du match des 16es de finale de Coupe de France puis le second le 03 mars pour les marins de la Scapêche (Intermarché)[154].
- Novembre 2024: Edeis Concessions prend l'entière gestion de l'aéroport, exit la Chambre de Commerce et d'Industrie du Morbihan, gestionnaire historique depuis 1973[1].

### Accidents légers
En juin 2008, à la suite d'une série d'incidents techniques en vol, un Fokker 100 de Brit Air avait atterri en urgence. Alors que l'appareil était en approche, une alarme s'est déclenchée annonçant que la pompe hydraulique était défaillante. Cette panne empêchait le bon fonctionnement des trains d'atterrissage et d'une des gouvernes. Malgré ces problèmes et après plusieurs tentatives d'approches, les pilotes ont réussi à faire atterrir leur machine. Une fois au sol, c'est en roulant sur la piste pour rejoindre le parking de l'aérogare qu'un nouvel incident est survenu. La trappe de train bloquée en position ouverte et donc très proche du sol, a accroché l'un des brins d'arrêts servant aux exercices d'appontage des Rafale Marine.
Le 11 juillet 2010, c'est un avion de parachutiste civil qui allait atterrir à Lorient qui, à la suite d'une panne moteur, atterrit en plein champ.
Le 16 octobre 2012 à 21 h 22, un CRJ 700 de la compagnie Brit Air a effectué une sortie de piste après un atterrissage piste 25,. Les conditions météorologiques sont à l'origine de cet accident. Le vent et la mauvaise visibilité ont conduit les pilotes à atterrir à seulement 1 100 mètres du seuil de piste sans véritablement s'en rendre compte. Une fois l'avion arrêté après avoir roulé sur 200 mètres hors de la piste, les pilotes ont ordonné l'évacuation des 53 passagers. L'évacuation s'est faite sans encombre grâce aux PNC. Aucun passager n'a été blessé.
5 ans plus tôt, le 22 janvier 2007, un accident similaire avait eu lieu à l'aéroport de Lann-Bihoué. Un avion de patrouille de type Atlantique 2 de la Marine nationale était sorti de piste. Aucun des onze militaires à bord n'avait été blessé. Le 24 mai 2008, un autre avion militaire, un Rafale rate son atterrissage et s'embourbe dans l'herbe en bout de piste après avoir traversé une route intérieur de la base. Le pilote s'était éjecté mais n'avait pas été blessé. L'appareil était armé de 4 missiles car il venait assurer sa veille opérationnelle.

### Le crash de Quiberon
Le 30 juillet 1996, le Vol régulier PRB 706 Lyon-Lorient de la compagnie Proteus Airlines percute un avion privé à 35 km de Lorient. Le vol régulier avait changé de trajectoire pour admirer le paquebot Norway qui mouillait dans la baie de Quiberon. Lors de son 360°, il entre en collision avec un Cessna qui avait décollé de Vannes pour admirer le paquebot. Le bilan est de 14 morts pour le vol régulier (2 PNT + 12 passagers) et 1 mort pour le vol privé.

### L'Aéroclub de la région de Lorient
L'aéroport accueille également un aéroclub, l'Aéroclub de la région de Lorient (ACRL). Sa flotte est composée de 2 DR-221, de 1 DR-220, de 1 DR-400, 1 PA-28 et 1 CAP-10B. L'aéroclub forme au Brevet de Base et au PPL (Private Pilote License). Les cours théoriques y sont dispensés gratuitement. L'aéroclub permet aussi aux jeunes d'obtenir le Brevet d'initiation aéronautique en partenariat avec le lycée Colbert, le lycée Saint-Joseph-La Salle de Lorient et le lycée Dupuy-de-Lôme. Le club effectue 2 500 heures de vol par an et compte 180 membres environ. Une unité d'entretien agréée par l'aviation civile assure l'entretien de la flotte d'avions. Des baptêmes de l'air sont proposés au grand public toute l'année.

## Galerie

### Photographies

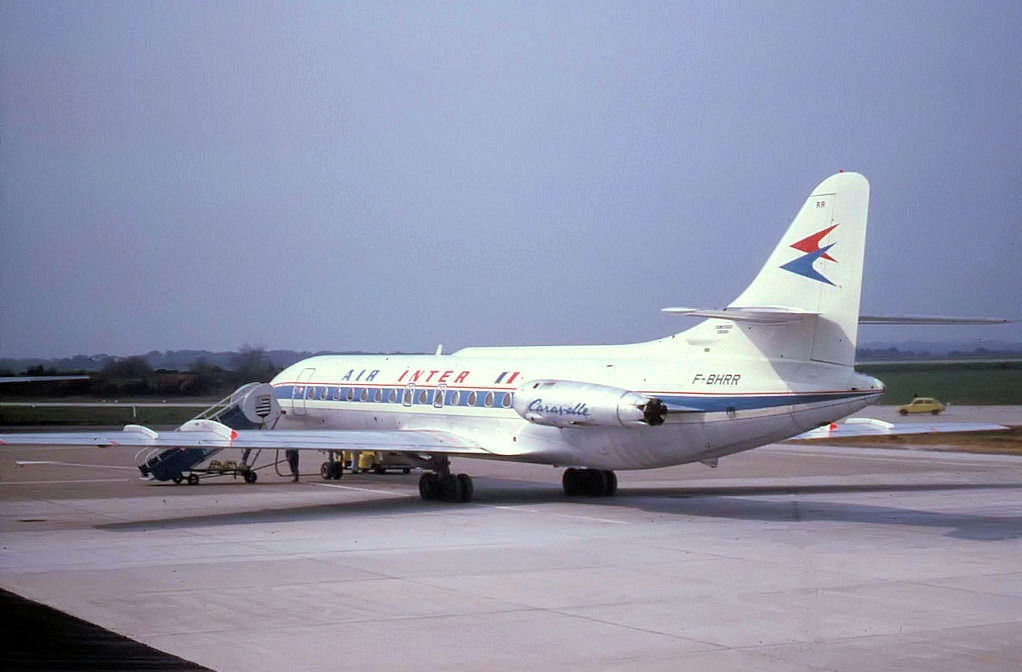
Caravelle III d'Air Inter à Lorient en 1976
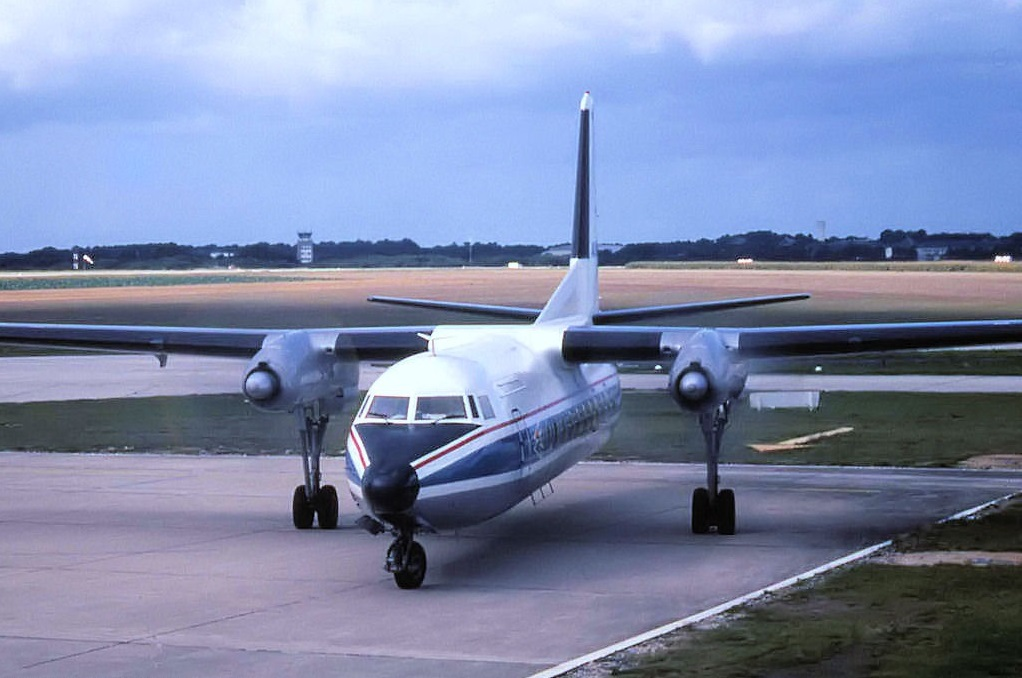
Fokker 27-500 d'Air Inter en 1976 sur le tarmac de Lorient
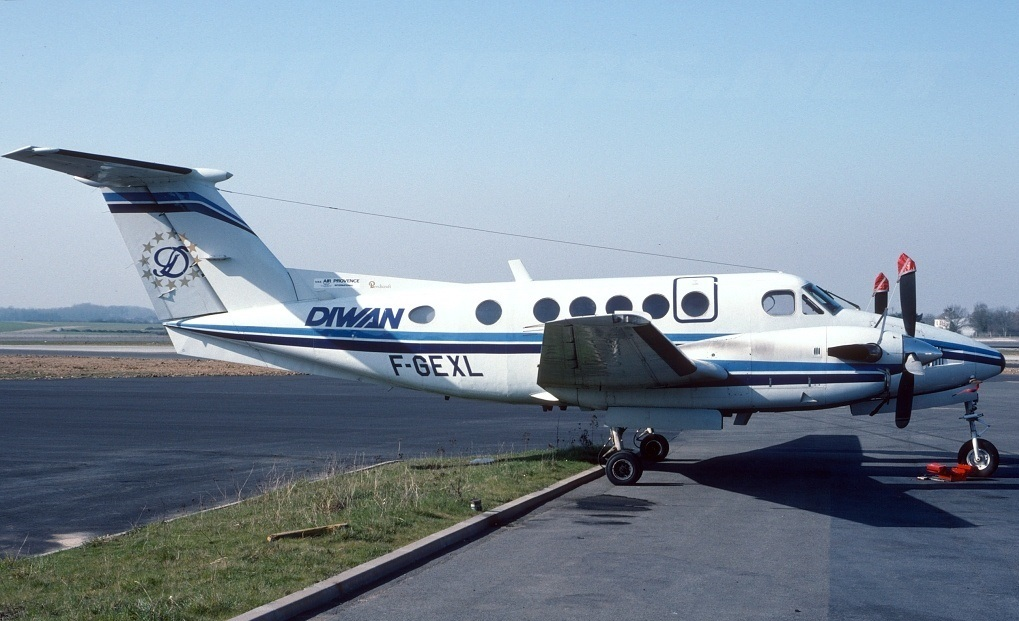
BEECH 200 de la compagnie DIWAN (Air Provence) en 1993
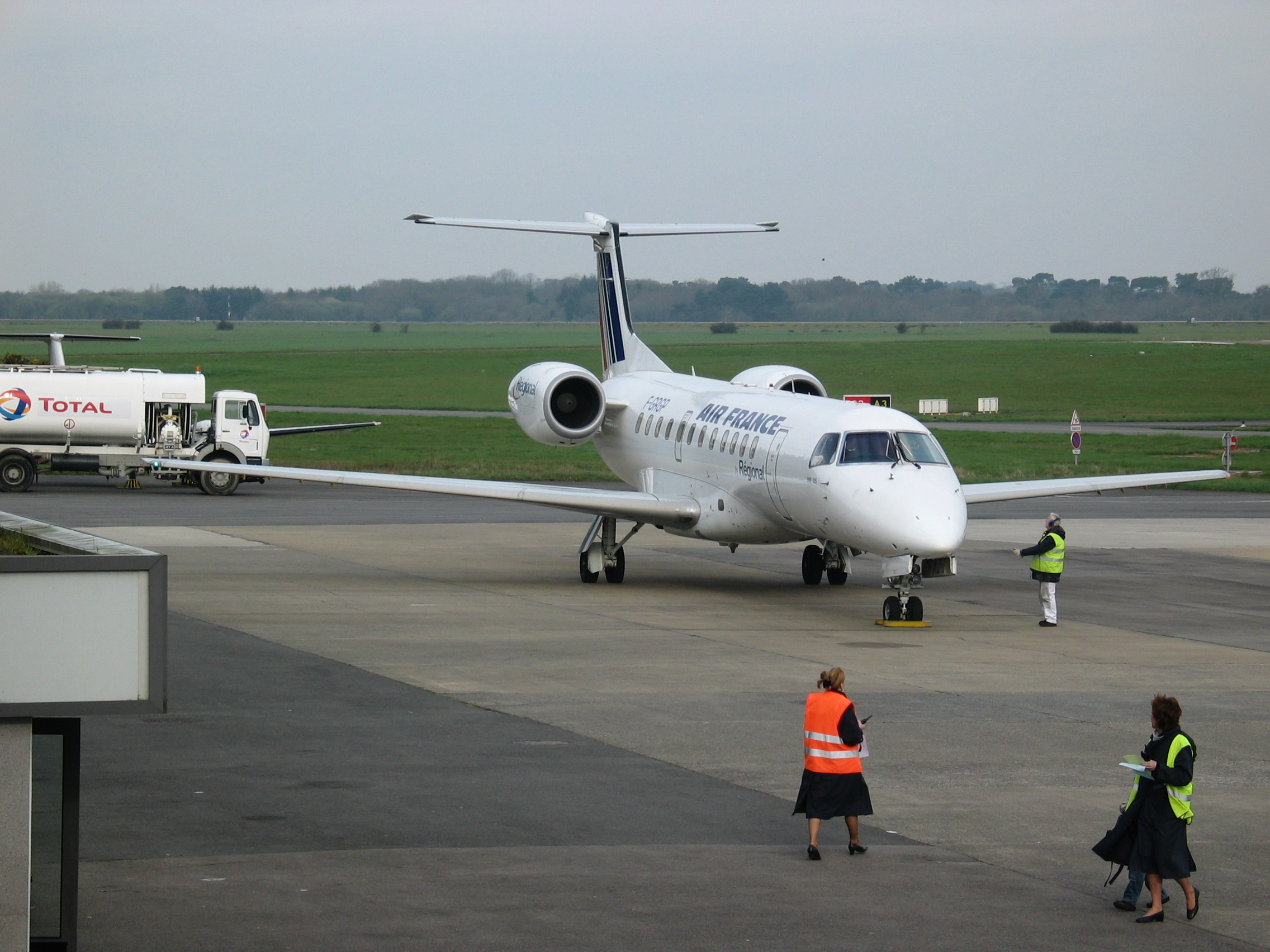
Embraer ERJ-135 Régional Airlines pour Lyon (2005)
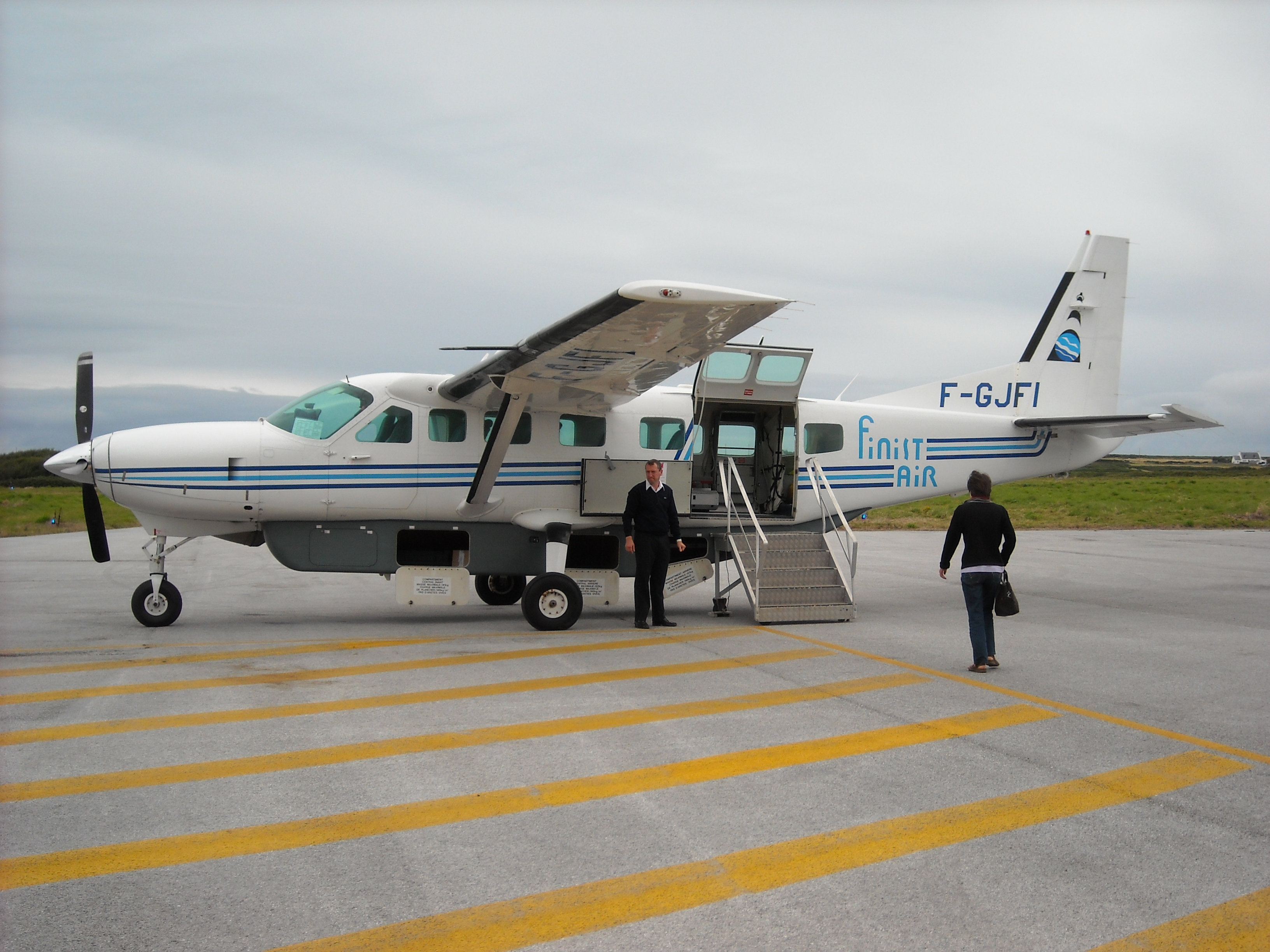
Cessna 208B (F-GJFI) qui assurait la liaison Lorient-Belle-Ile-En-Mer entre 1991 et 2001.
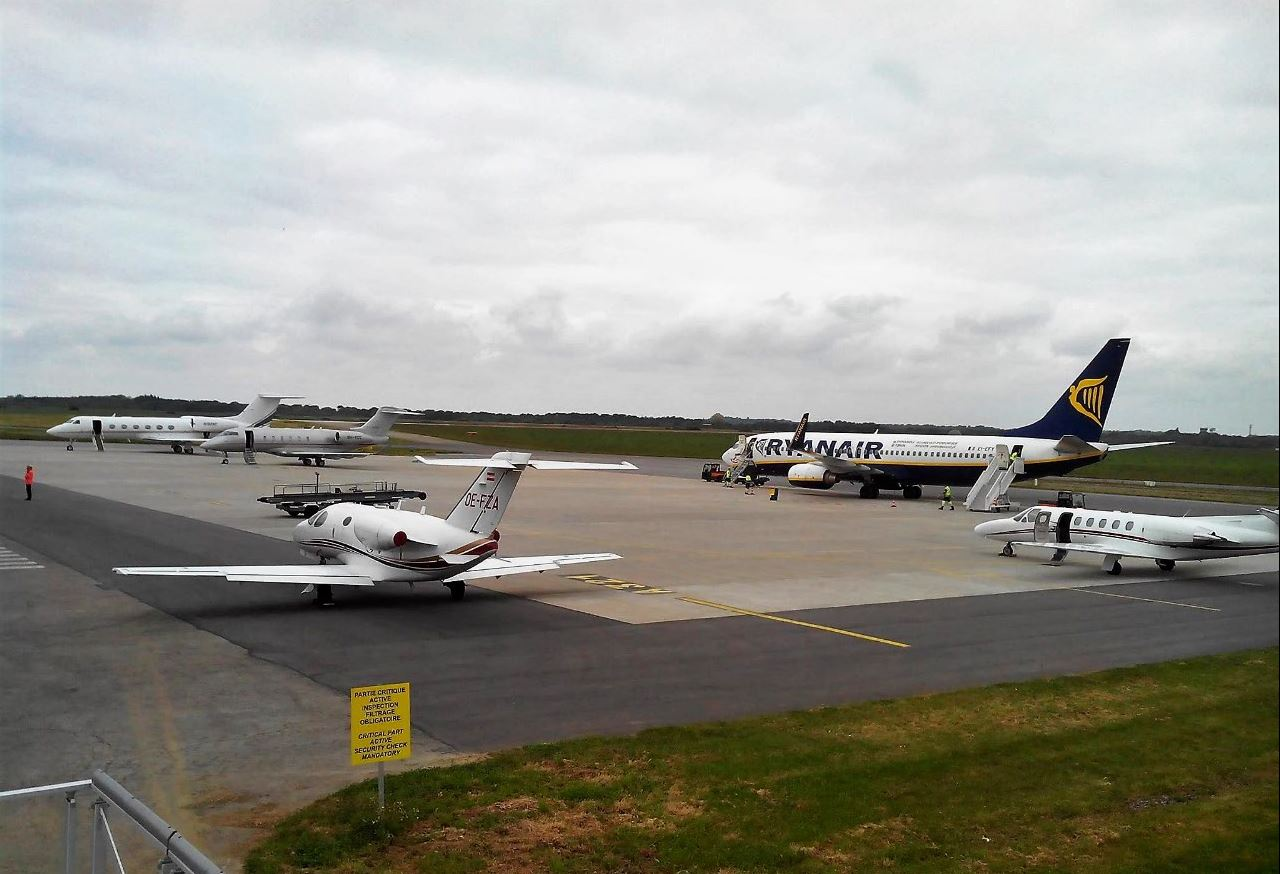
Tarmac de l'aéroport de Lorient (mai 2016)
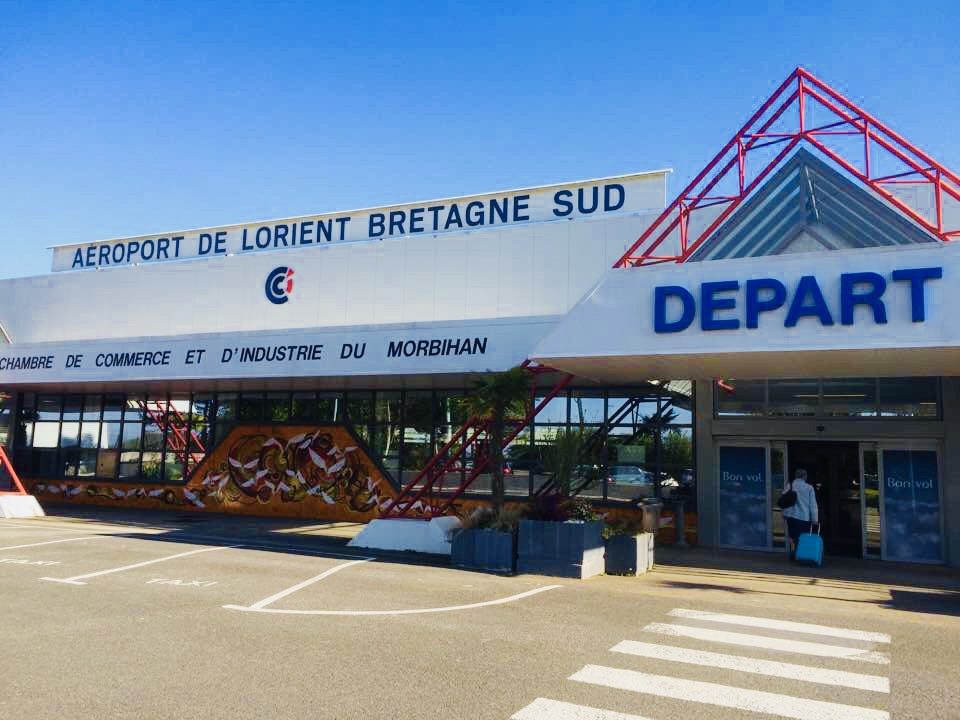
Entrée de l'Aéroport de Lorient (2017)
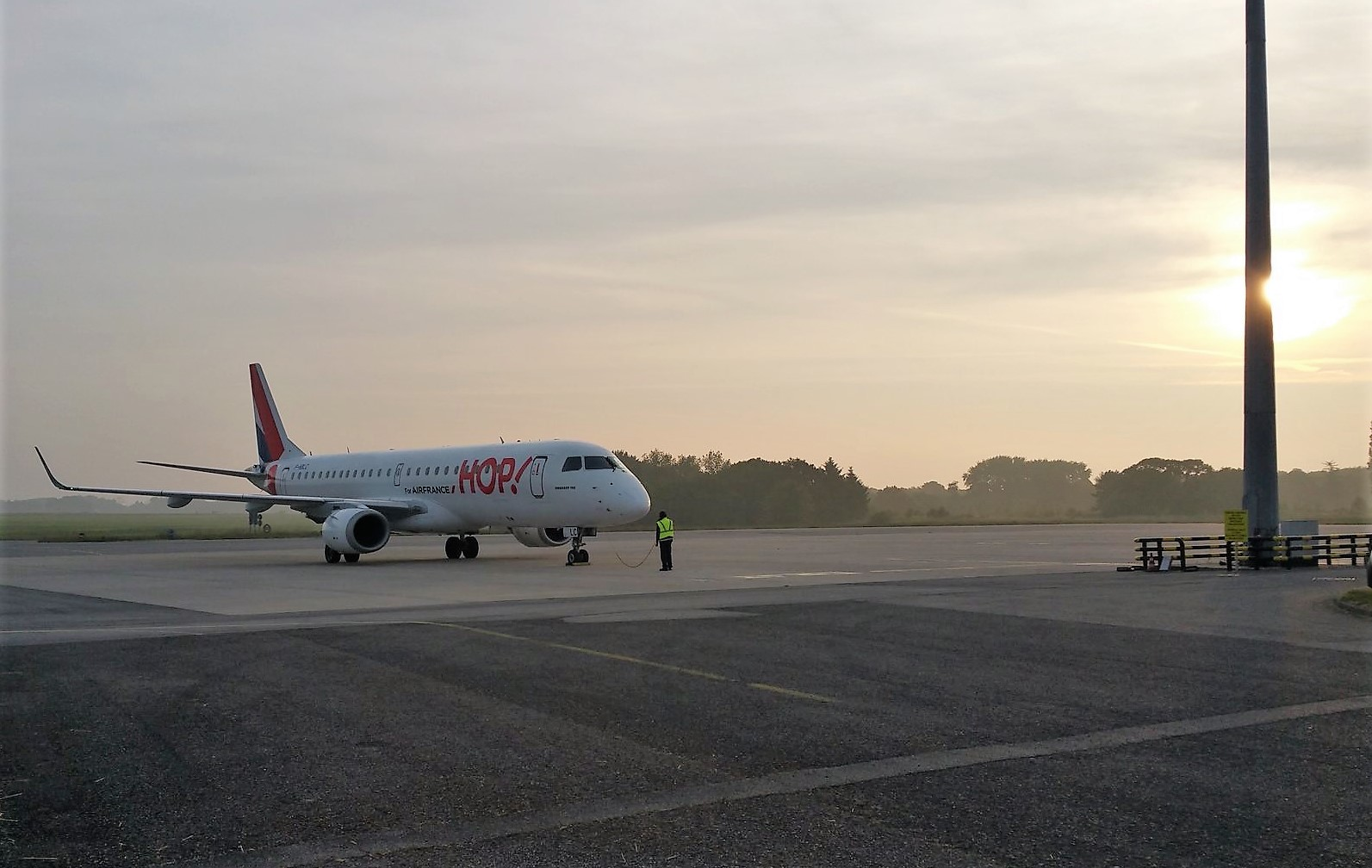
Embraer ERJ-190 Hop! pour Paris-Orly
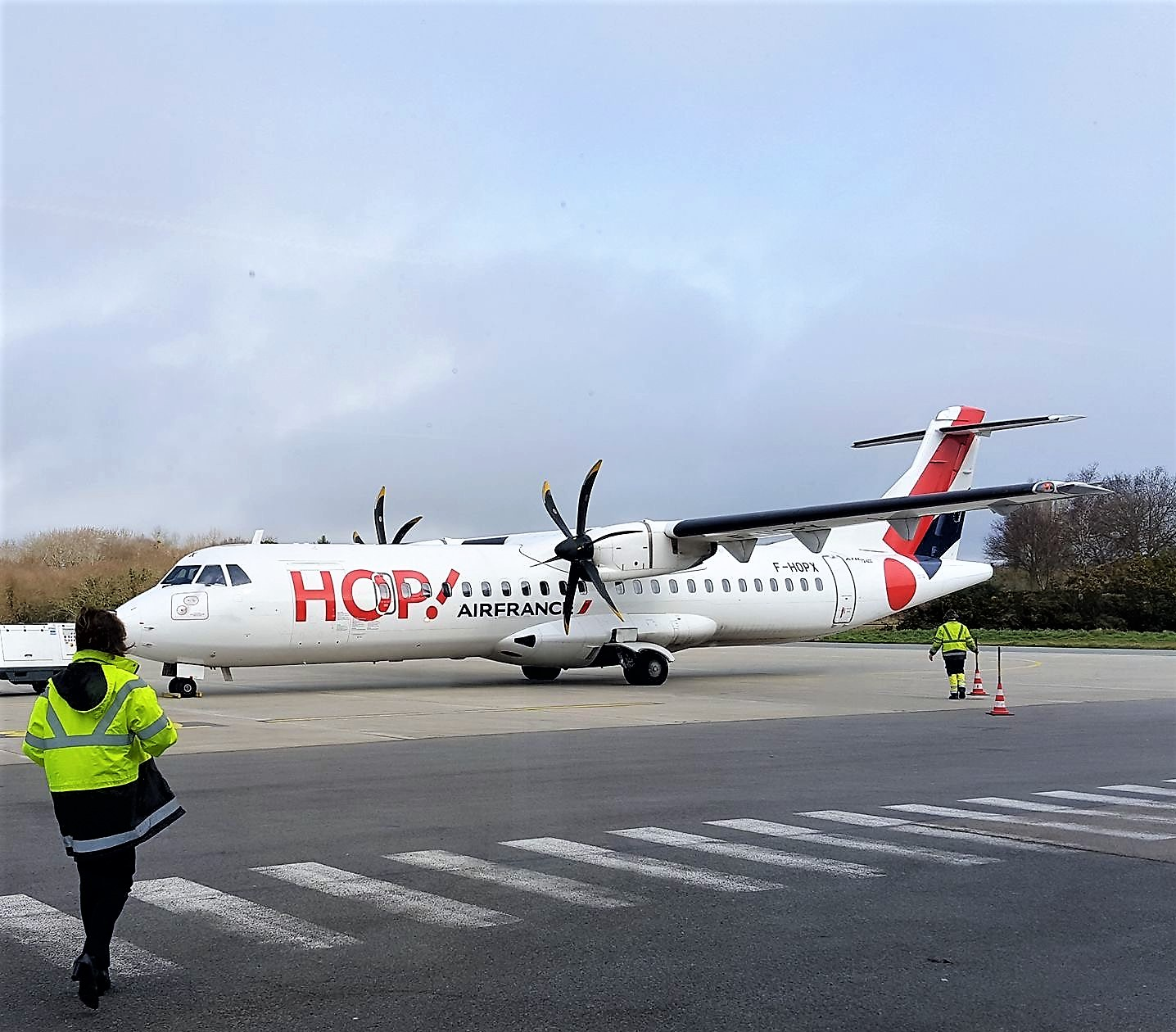
ATR 72-600 HOP! pour Orly sur le tarmac de Lorient (février 2017)
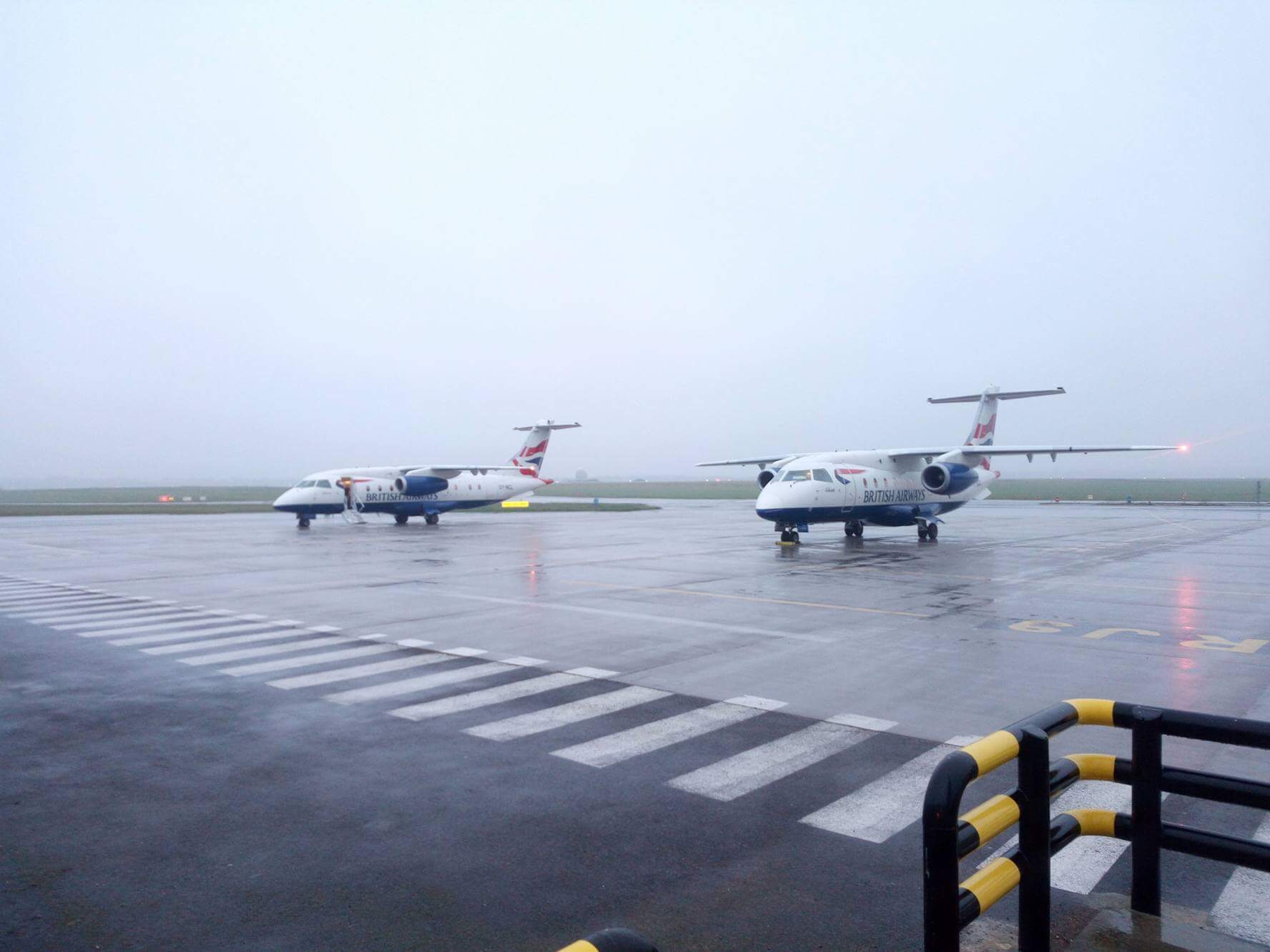
Dornier 328 Jet de Sun Air of Scandinavia sur l'aéroport (2017)
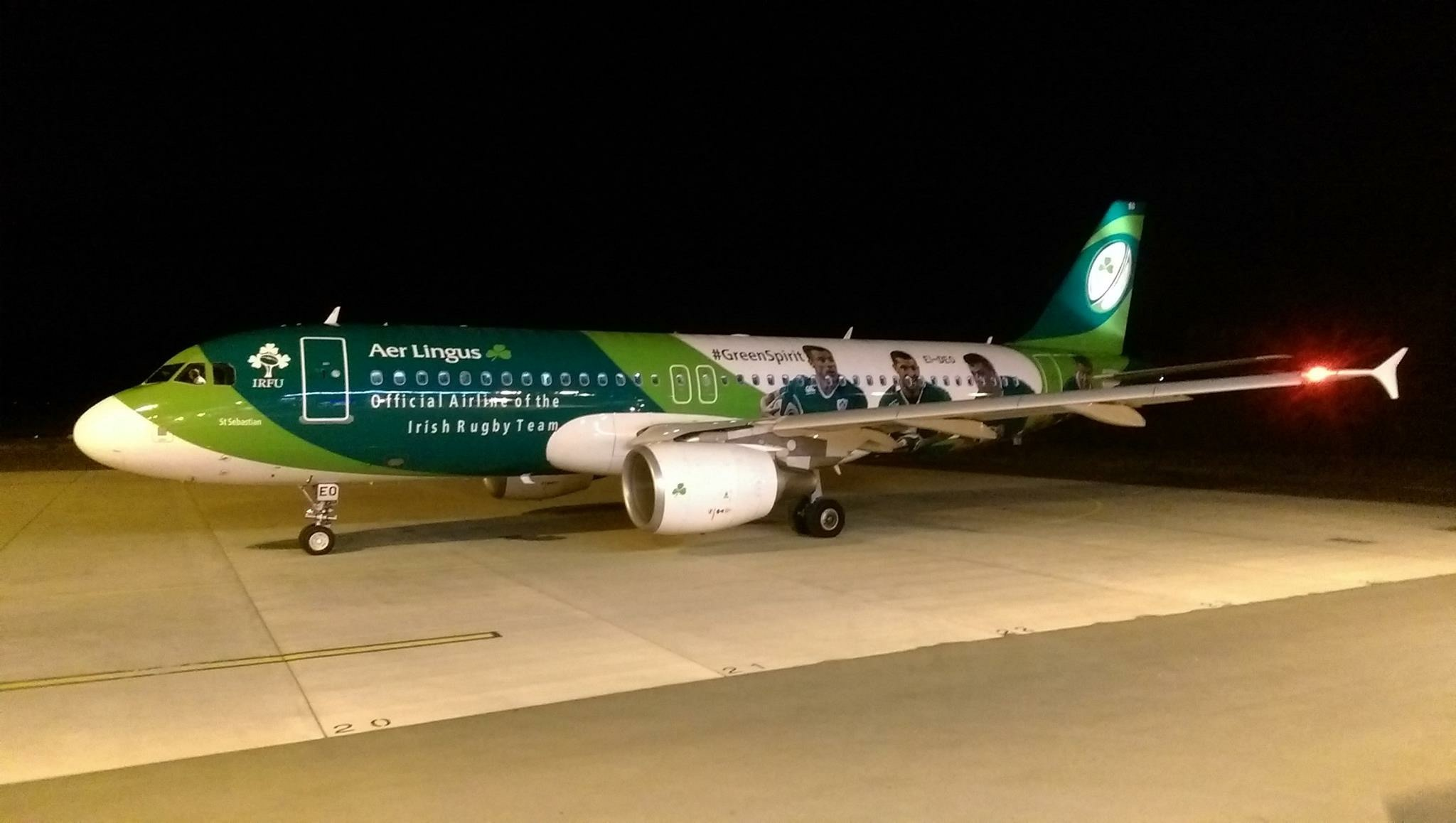
A320 d'Aer Lingus lors du Festival Interceltique de Lorient
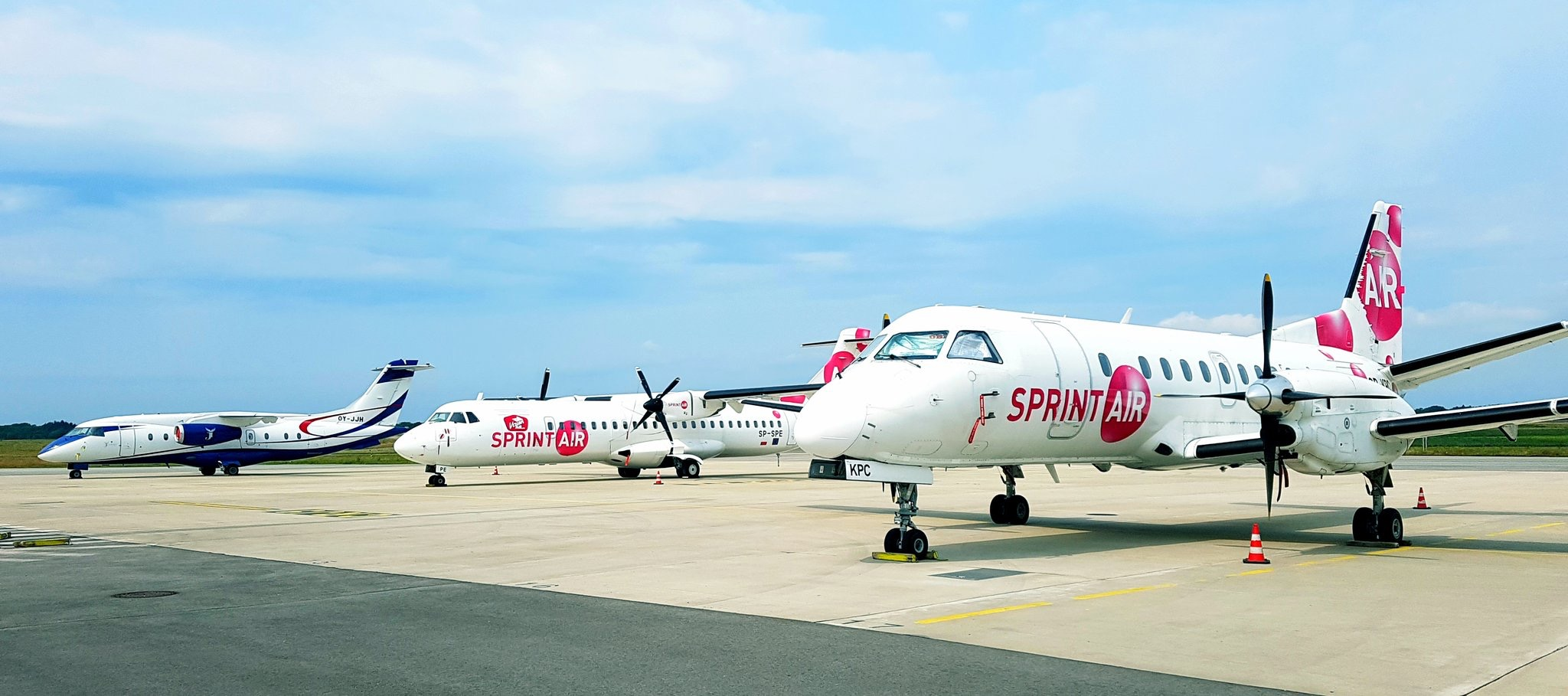
Activité sur l'Aéroport de Lorient lors du grand Prix cycliste de Plouay (août 2017)
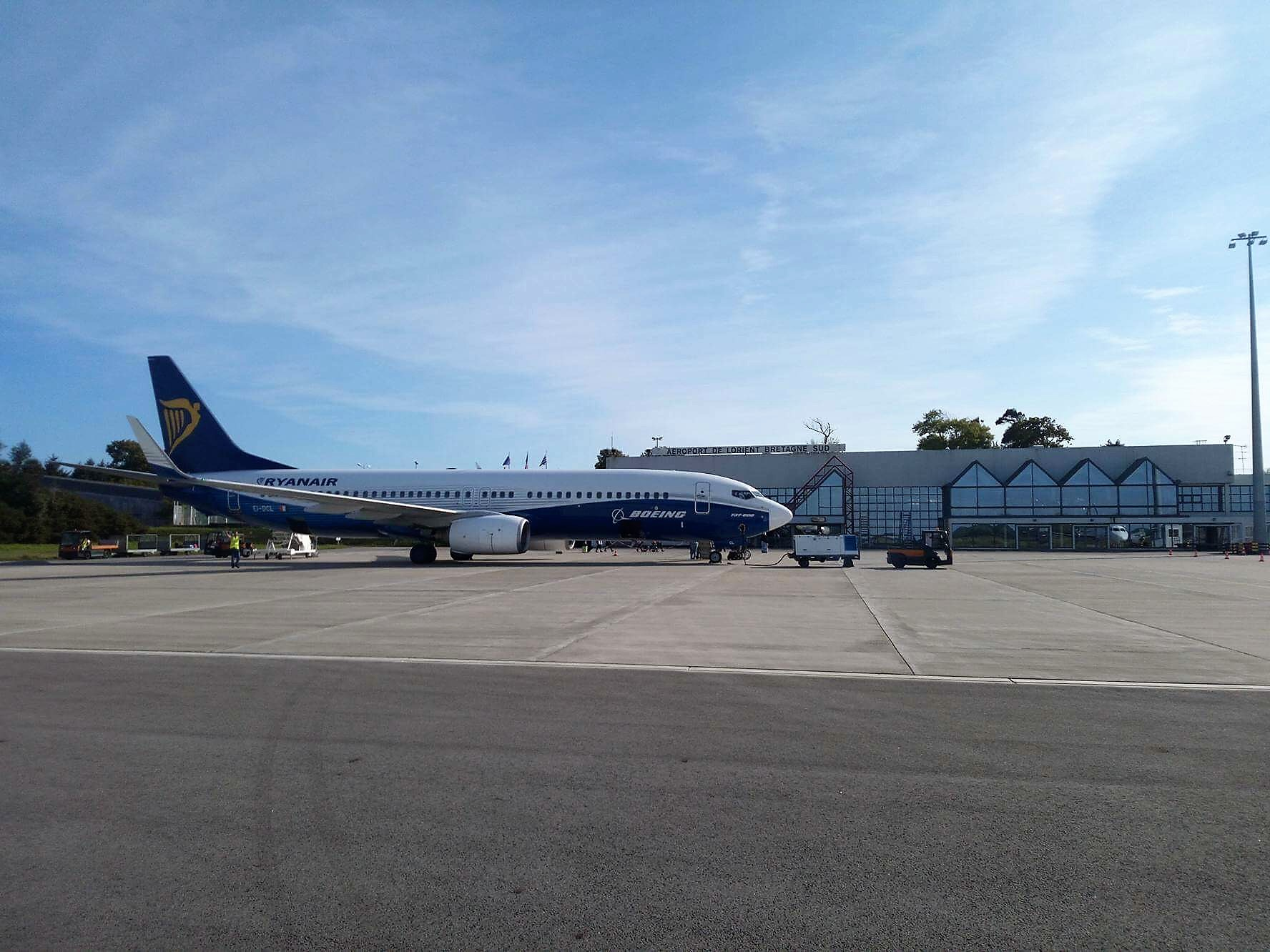
Boeing 737-800 de Ryanair sur le tarmac de l'aéroport de Lorient
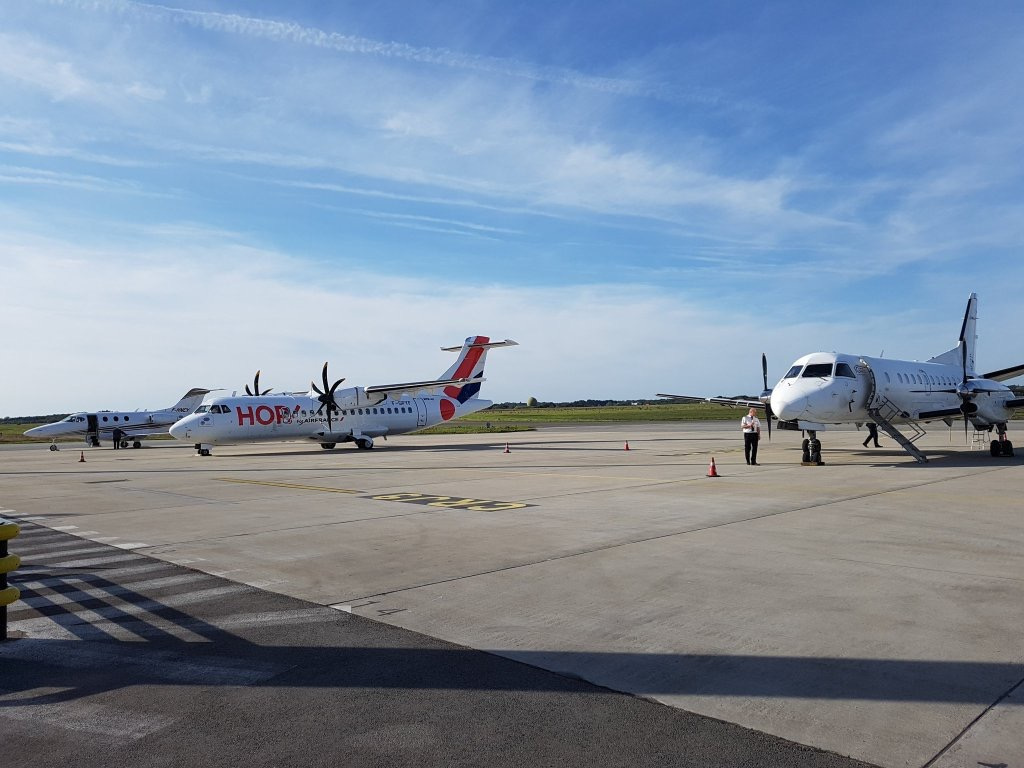
Activité commerciale et d'affaire sur l'aéroport de Lorient (septembre 2017)
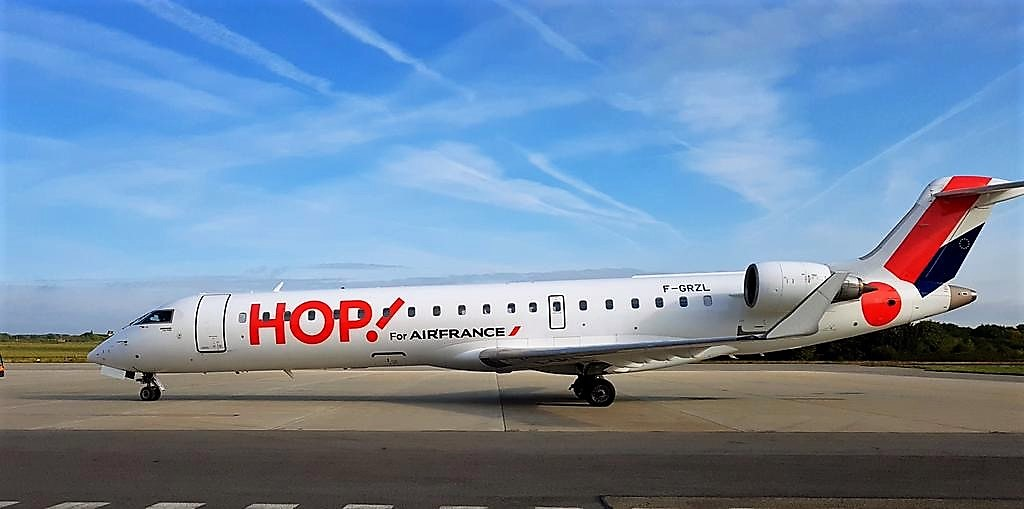
CRJ 700 Hop! pour Orly (octobre 2017)
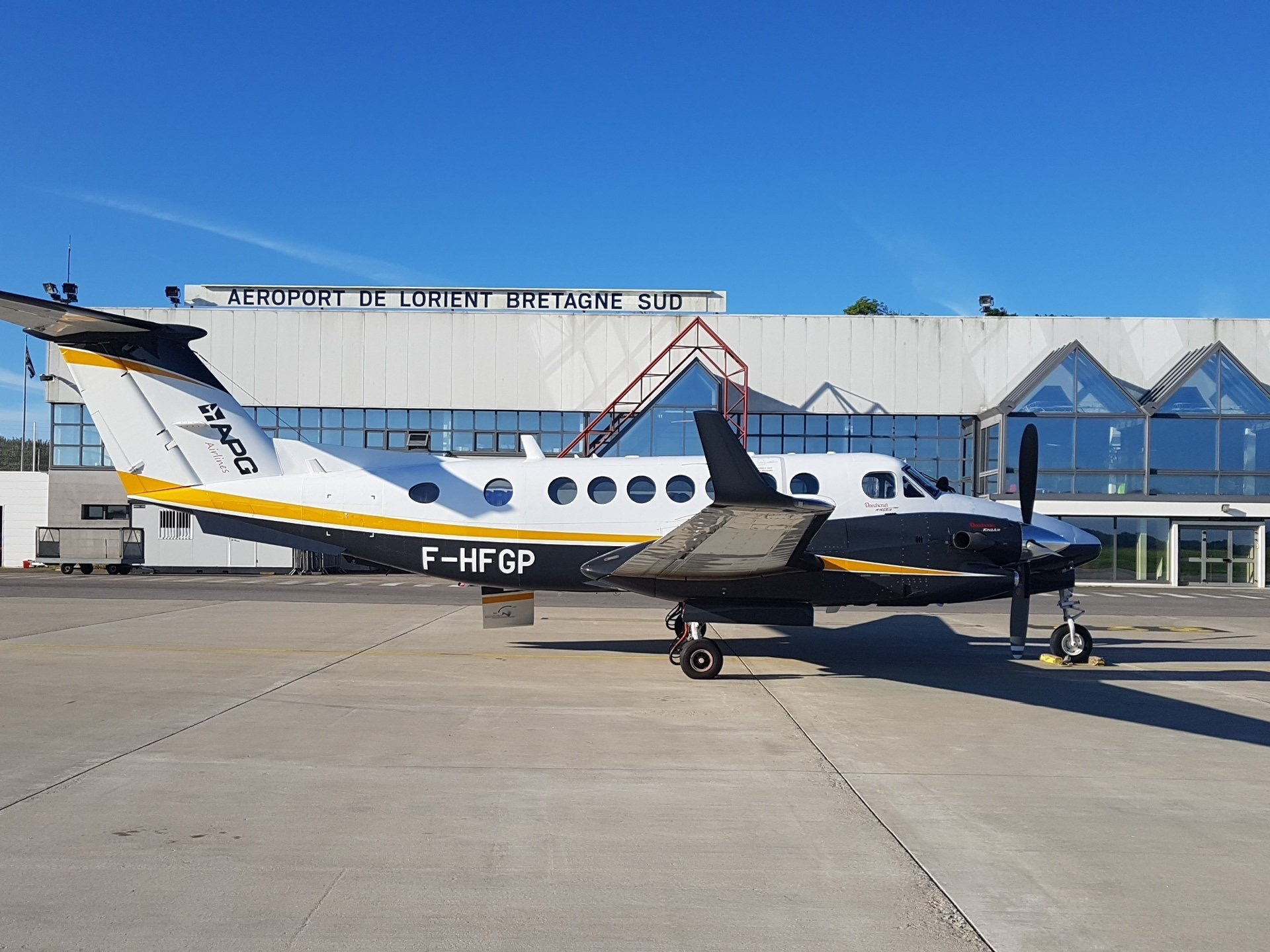
Beech 350i F-HFGP d'APG Airlines à l'aéroport de Lorient (juin 2018)
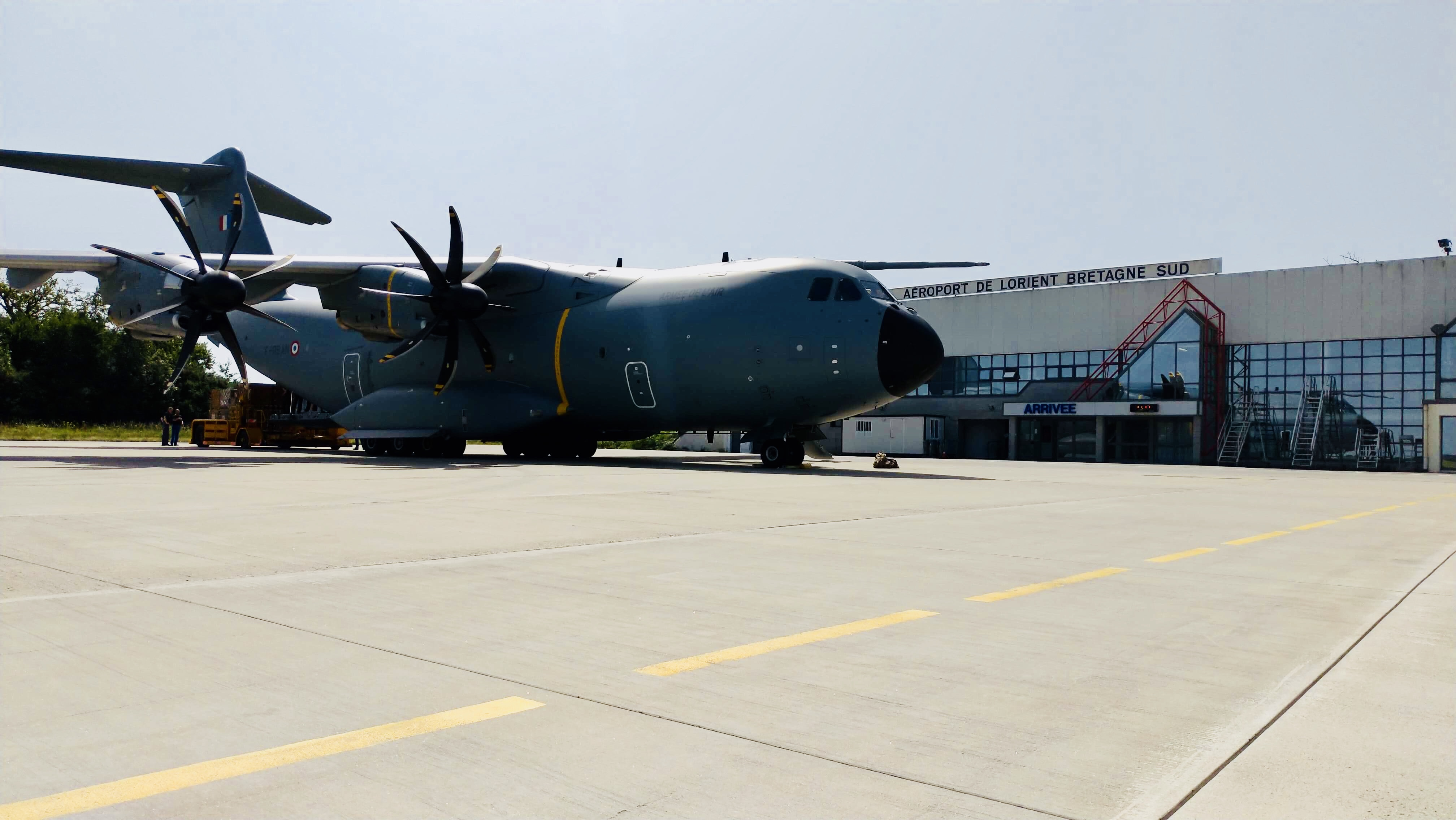
Airbus A400M sur l'Aéroport de Lorient Bretagne-Sud (août 2018)
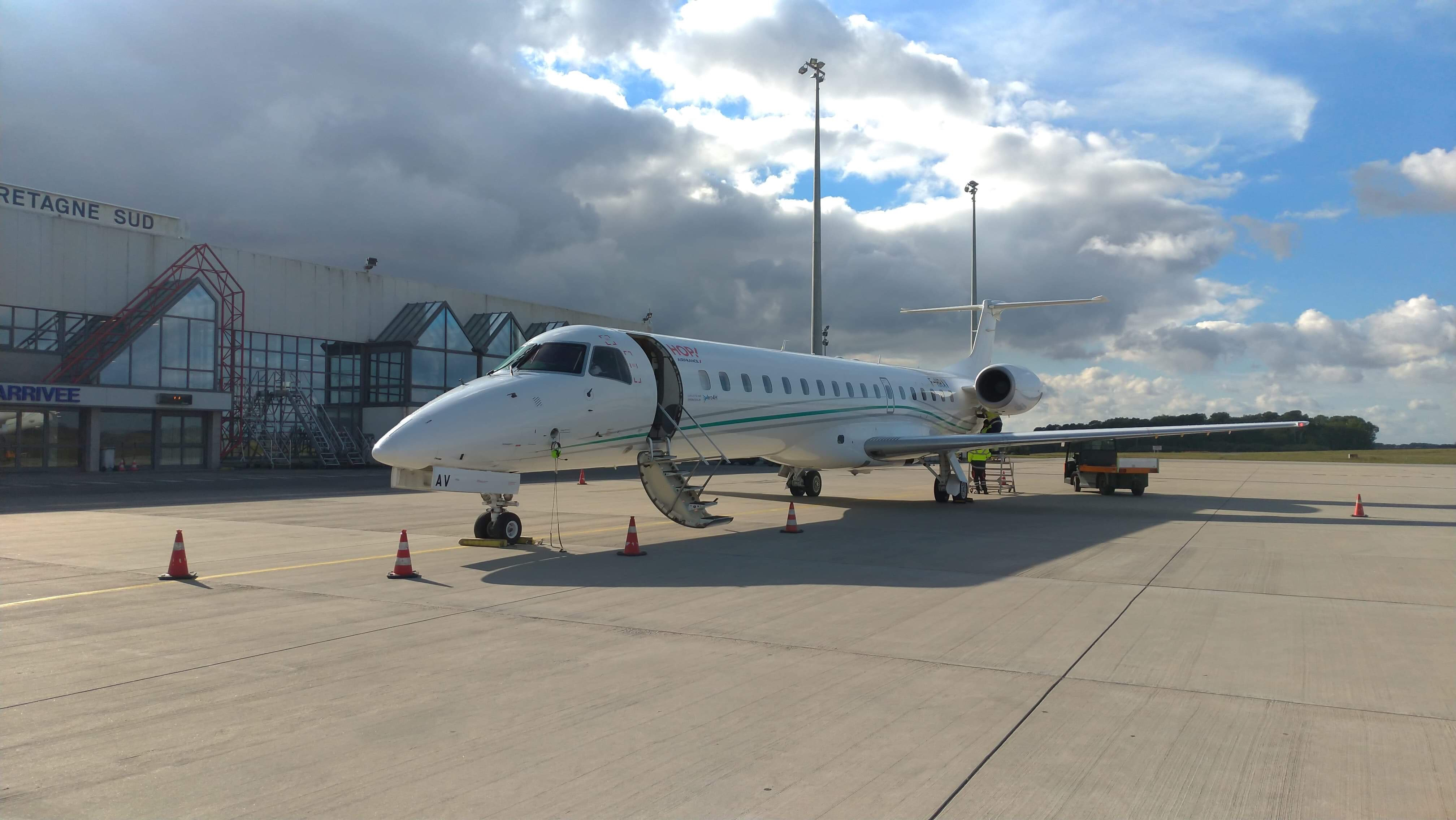
ERJ145 n°F-HRAV reliant Lorient à Paris CDG lors du 1er vol (octobre 2018)
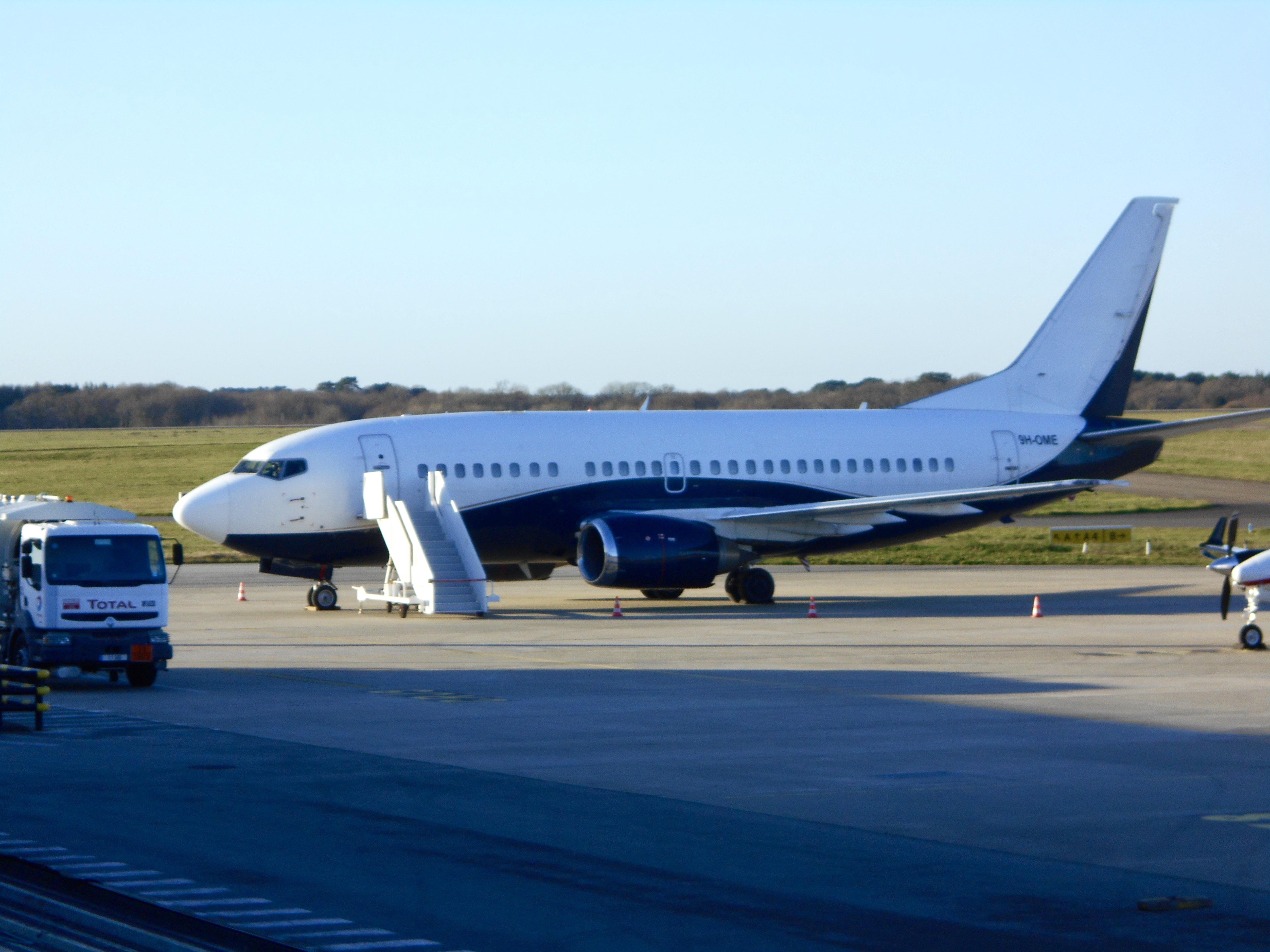
Boeing 737-505 de AirX Charter n° 9H-OME affrété par le Paris Saint-Germain FC en janvier 2020 (activité liée au football pro.)
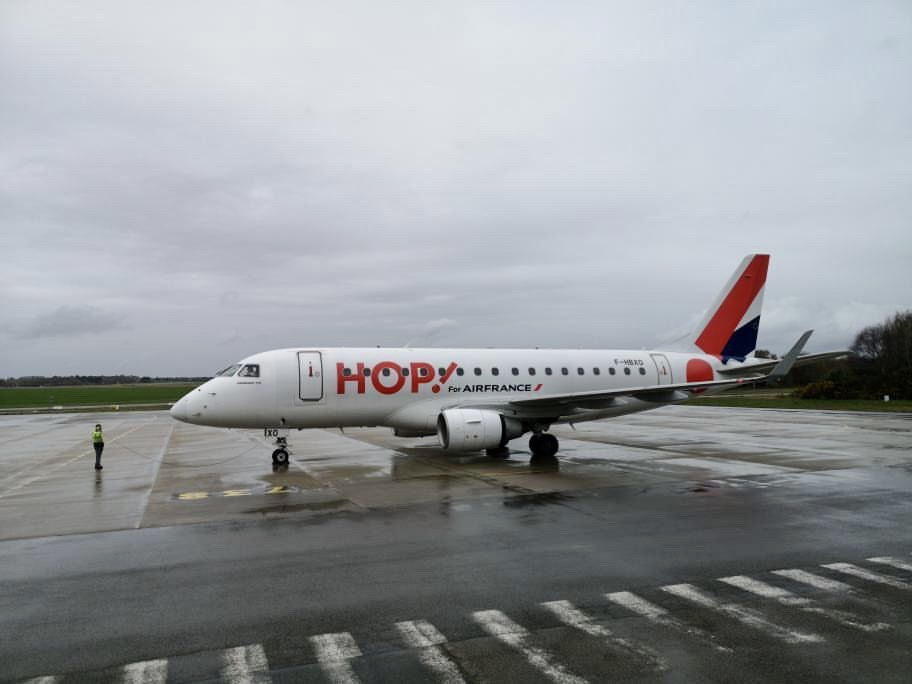
Dernier vol Air France à Lorient 26 03 2021 en ERJ170 F-HBXO
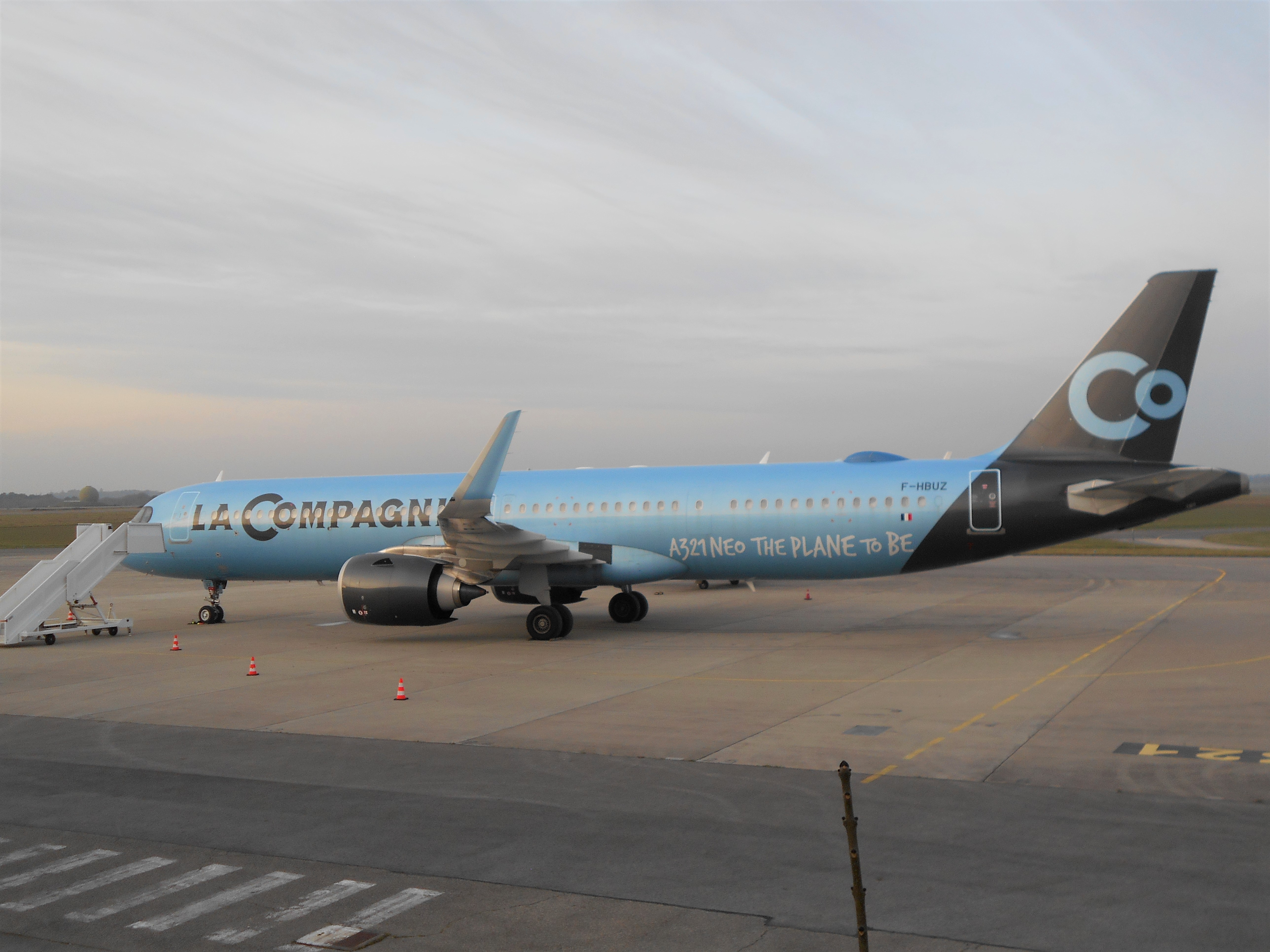
Airbus A321neo La Compagnie F-HBUZ affrété par le Paris Saint-Germain FC en décembre 2021
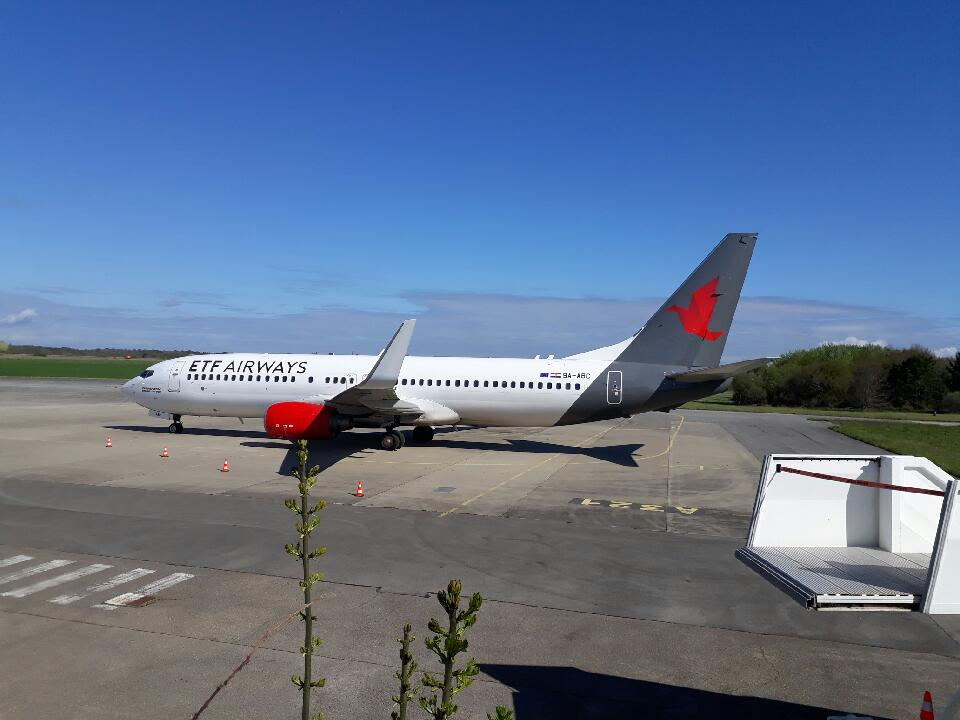
Boeing 737-800 immatriculé 9A-ABC de la compagnie ETF Airways à Lorient le 13 avril 2022
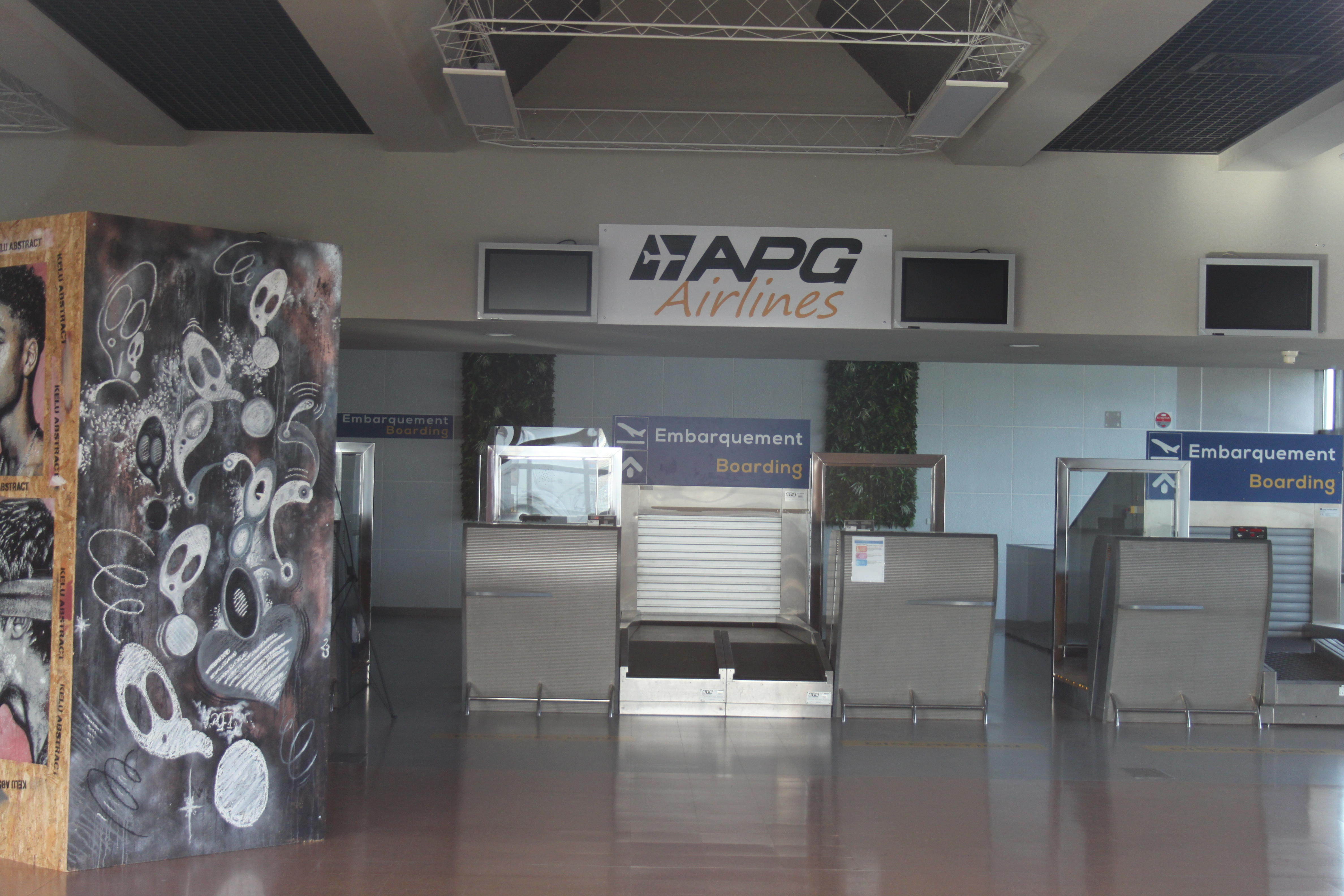
Comptoir d'enregistrement d'APG Airlines à l'aéroport de Lorient en février 2024

### Logos

Logo actuel (2022)
Logo années 2010/2020
Ancien logo année 2000.
Ancien logo année 1990.